# 生の松原 (福岡市)
生の松原（いきのまつばら）は、福岡県福岡市西区にある地名。一丁目から四丁目までが設置されている。面積は約109.27ヘクタール。2022年10月末現在の人口は4,506人。郵便番号は819-0055。

## 地理
福岡市の都心部とされる中央区天神等の西側約9キロメートル、福岡市西区のやや東部、福岡平野の西部、長垂山の東麓に位置する。北西は博多湾（今津湾）に面し、北東で小戸と、南東で下山門、下山門団地及び上山門と、西で大字拾六町、大字下山門及び今宿青木と隣接する。博多湾沿いに面積約40ヘクタールにわたって広がるクロマツを主体とした松林で日本の白砂青松100選に選ばれている「生の松原」が広がっている。それ以外の土地利用は主に生の松原団地を始めとする住宅地となっている。

### 都市計画
都市計画に関しては、「福岡市都市計画マスタープラン」において定められた方針については次のとおりである。交通ネットワークとして都市の骨格となる千代今宿線の沿道は、商業、業務、サービス施設や中高層住宅などが連続した「都市軸」に位置付けられている。生の松原一丁目については、JR筑肥線と小戸362号線等に挟まれたゾーンが、戸建住宅などの低層住宅が大部分を占めるが、一部中高層住宅などが立地する「低中層住宅ゾーン」に位置付けられ、低層住宅と中層住宅の調和、狭隘道路の改善などがまちづくりの視点とされている。そのほかのゾーンは、地域の景観を特徴づける緑豊かな海岸線が広がる「緑地・丘陵地」に位置付けられ、緑地の保全・育成や無秩序な開発の抑制がまちづくりの視点とされている。生の松原二丁目については、下山門拾六町1号線の東側が、大規模な住宅団地などの中層住宅や高層住宅で形成される「中高層住宅ゾーン」に位置付けられ、良好な住環境の保全・形成に対する適切な対応などがまちづくりの視点とされている。生の松原三丁目及び四丁目については、戸建住宅などの低層住宅を主とする「低層住宅ゾーン」に位置付けられ、老朽化した住宅などの課題への対応や狭隘道路の改善などがまちづくりの視点とされている。また、課題としては、幅員4メートル未満の狭隘道路が多い地区があり、築30年以上の木造建築物も多いため、災害時の安全性などの面で課題となっている。用途地域は次のとおりである。生の松原一丁目については、JR筑肥線と小戸362号線等に挟まれた範囲が第一種住居地域に、JR筑肥線と生の松原578号線とに挟まれた範囲が第一種中高層住居専用地域に指定されている。これら以外の範囲（森林等）が市街化調整区域に指定されている。生の松原二丁目については、下山門拾六町1号線の東側かつ生の松原577号線の南側が第一種中高層住居専用地域に、下山門拾六町1号線の西側かつ生の松原拾六町線の南側が第一種低層住居専用地域に指定されている。これら以外、即ち、生の松原577号線及び生の松原拾六町線の北側が市街化調整区域に指定されている。生の松原三丁目については、大部分が第一種低層住居専用地域に西側の一部が市街化調整区域に指定されている。生の松原四丁目については、西九州自動車道の北側道路境界線から概ね50メートルの範囲が第二種住居地域に、これ以外の範囲は第一種低層住居専用地域に指定されている。また、生の松原三丁目の一部の区域約1.7ヘクタールについては、地区計画の区域として「生の松原三丁目地区地区計画」が定められ、良好な低層住宅地としての形成に努めるために、地区施設として区画道路（幅員6メートル）及び公園（1ヶ所）を適切に配置することが方針とされている。

## 語源
地名の由来は今津湾岸に「生の松原」があることによる。「生の松原」の名は、神功皇后が征西の途中、この地に松の枝を逆に刺し、「もし功なればこの枝生きん」と祈願し、枝が生育したことにちなむとする伝説があるが、武内宿禰が、身代わりとなって死んだ壱岐の真根子を祀った壱岐神社にちなむのもであろうと言われている。

## 歴史

### 町域の変遷
現在の地名は、1986年（昭和61年）における住居表示の実施に伴う地名変更によって定められたものであり、その実施前後の地名は次表のとおりである。
| 住居表示実施後                       | 実施年月日         | 住居表示実施前（各大字の一部） |
| ------------------------------------ | ------------------ | ------------------------------ |
| 生の松原一丁目から生の松原四丁目まで | 1986年（昭和61年） | 大字下山門・大字拾六町         |

## 人口
生の松原一丁目から四丁目までを合わせた人口の推移を福岡市の住民基本台帳（公称町別）に基づき示す（単位：人）。集計時点は各年9月末現在である。
- 2001年（平成13年）：4,550
- 2002年（平成14年）：4,962
- 2003年（平成15年）：4,899
- 2004年（平成16年）：4,891
- 2005年（平成17年）：4,910
- 2006年（平成18年）：4,912
- 2007年（平成19年）：4,897
- 2008年（平成20年）：4,845
- 2009年（平成21年）：4,780
- 2010年（平成22年）：4,778
- 2011年（平成23年）：4,770
- 2012年（平成24年）：4,736
- 2013年（平成25年）：4,687
- 2014年（平成26年）：4,680
- 2015年（平成27年）：4,650
- 2016年（平成28年）：4,656
- 2017年（平成29年）：4,668
- 2018年（平成30年）：4,679
- 2019年（令和元年）：4,655
- 2020年（令和2年）：4,638
- 2021年（令和3年）：4,595
- 2022年（令和4年）：4,500
- 2023年（令和5年）：4,465

## 交通

### 道路
主な幹線道路は次の通り。

#### 高速道路
生の松原四丁目の南端に近接して次の高速道路（国土交通大臣指定に基づく高規格幹線道路（一般国道の自動車専用道路））が通っている。
- 西九州自動車道（最寄りの出入口：拾六町インターチェンジ、愛称：今宿道路）

#### 国道
生の松原四丁目の南端で市道生の松原拾六町線が次の国道に交わる。
- 国道202号（通称[11]：今宿道路、福岡市道路愛称：今宿新道）

この国道の上部には高架の西九州自動車道が通っている。

#### 市道
福岡市が管理する市道の主要なものは次のとおりである。
- 千代今宿線[注釈 2]
- 生の松原拾六町線
- 下山門拾六町1号線

主な幹線道路の写真
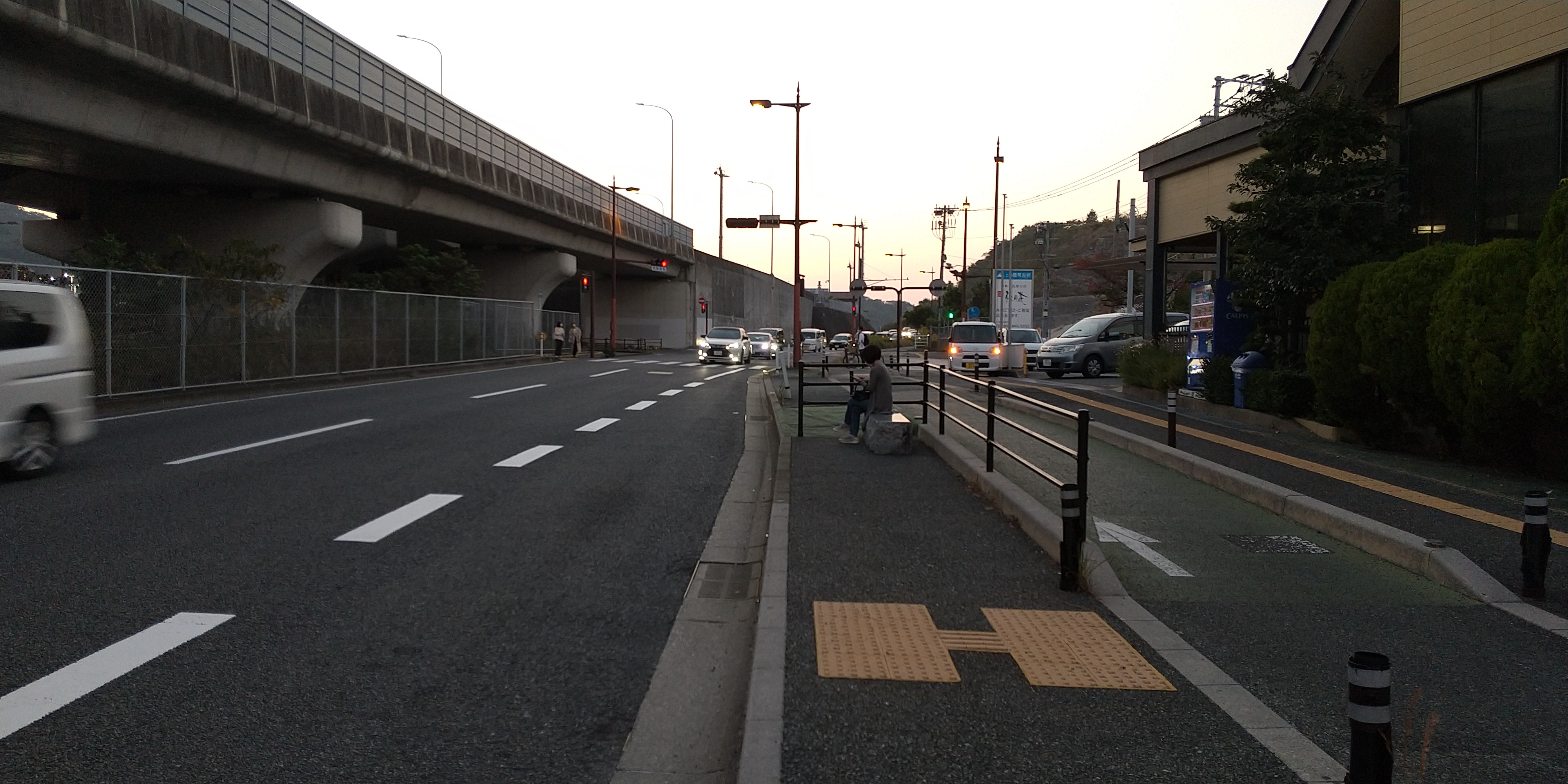
国道202号、高崎交差点附近の西側の眺め（上山門三丁目、生の松原四丁目の南端附近）
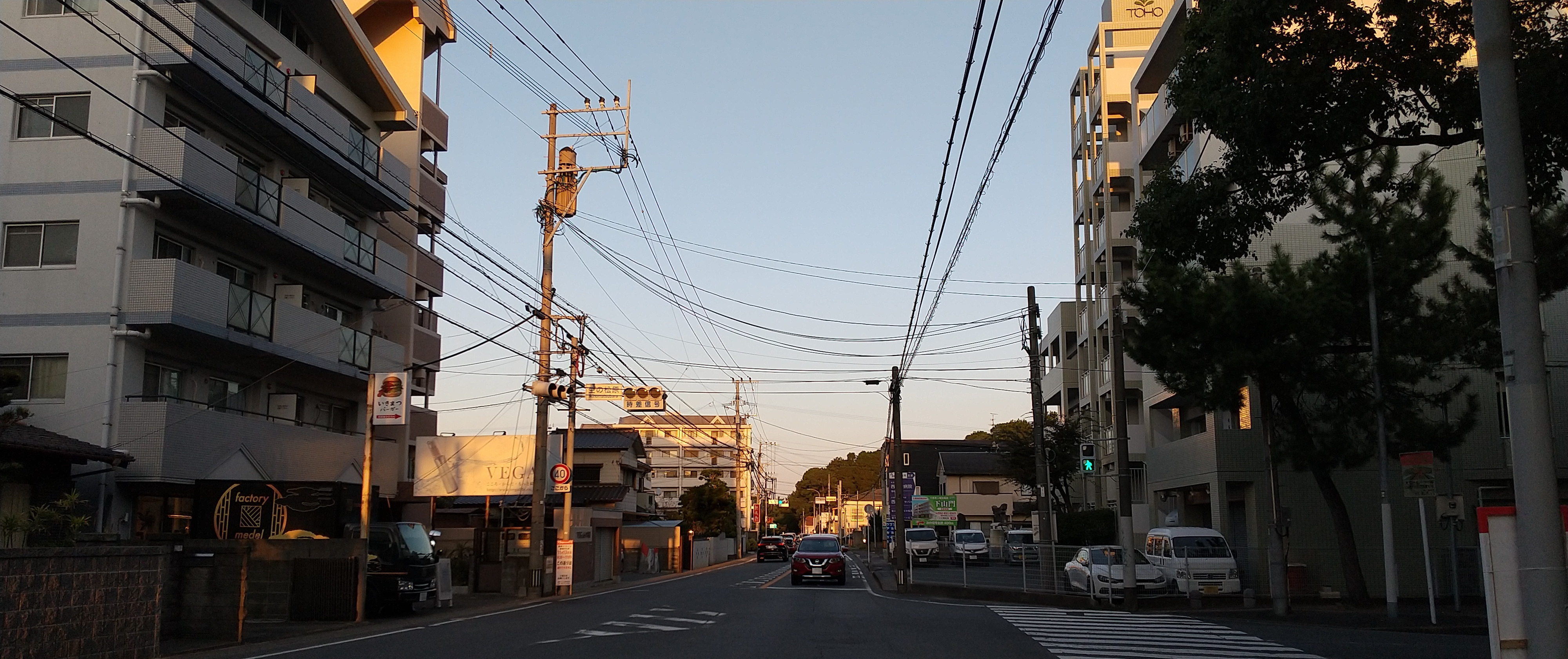
千代今宿線、生の松原交差点の東側（生の松原一丁目）
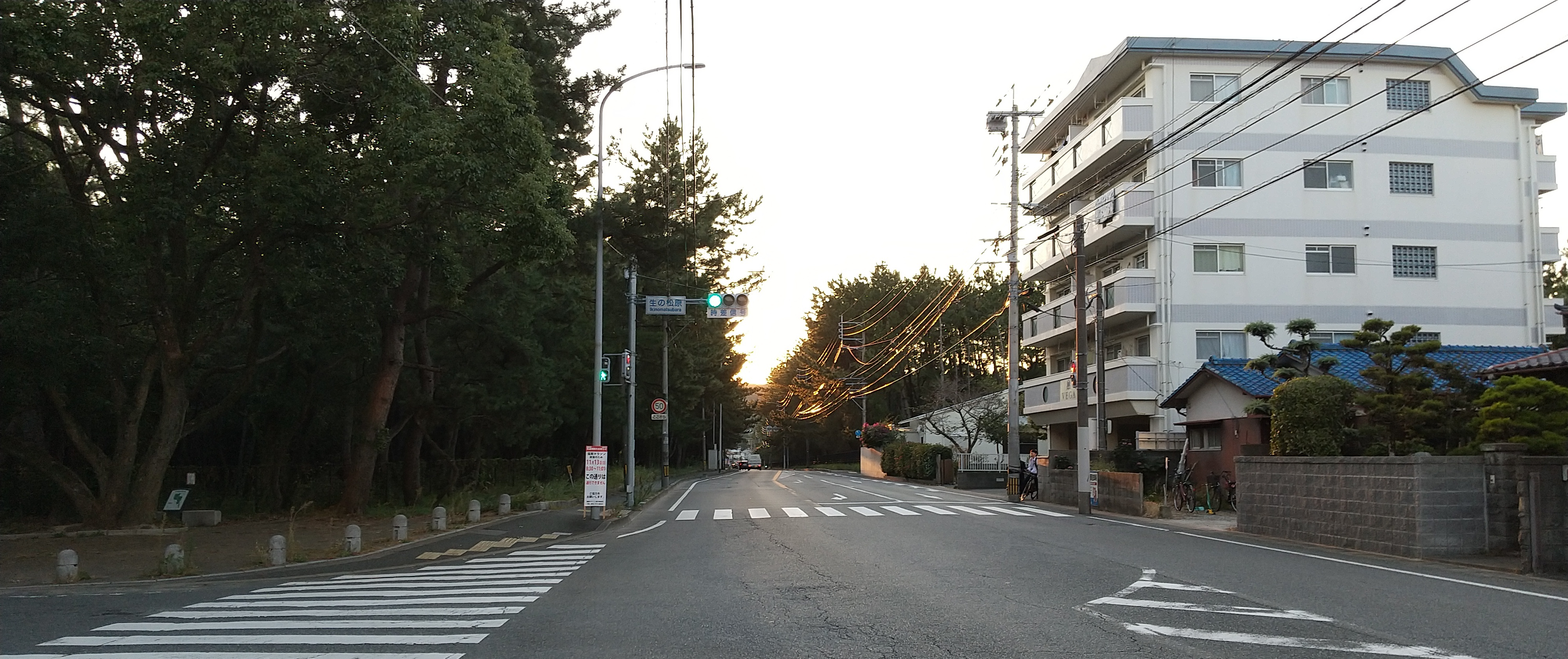
千代今宿線、生の松原交差点の西側（生の松原一丁目）
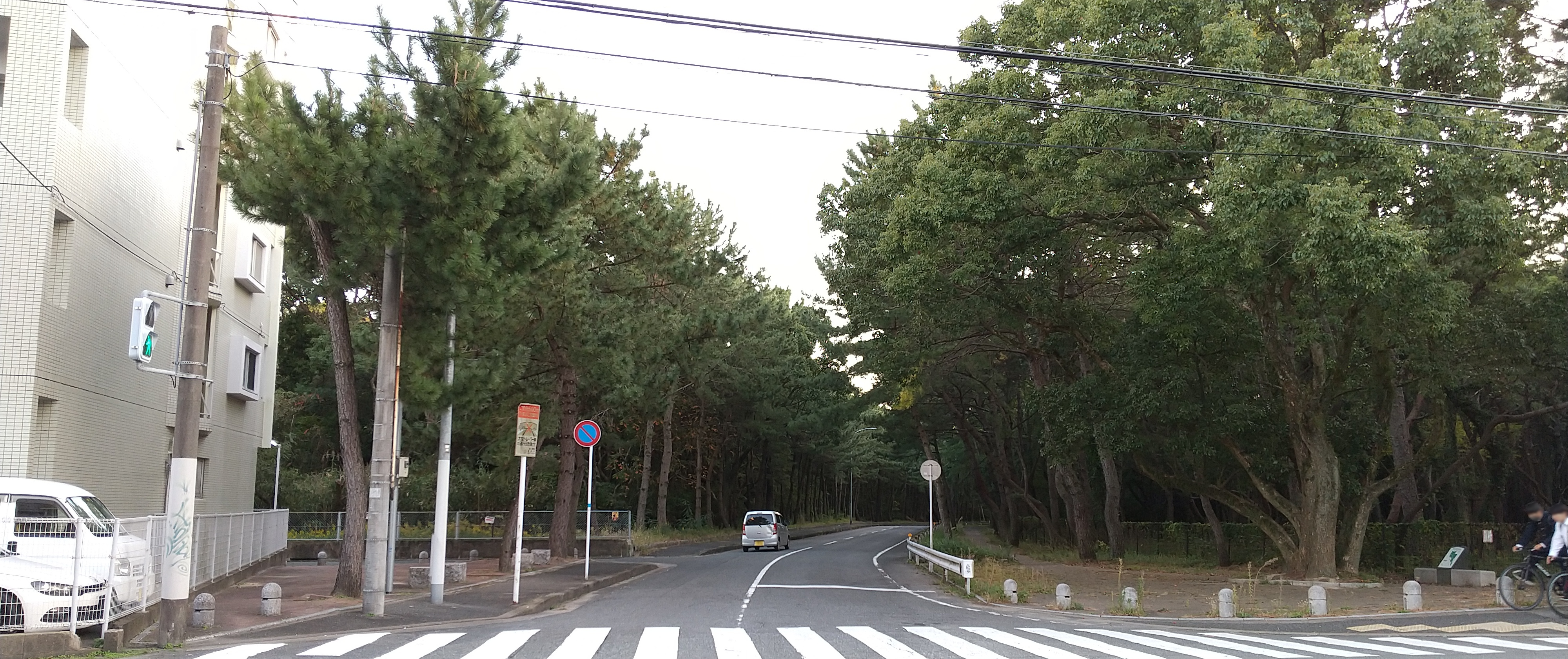
生の松原拾六町線、生の松原交差点の南側（生の松原一丁目）
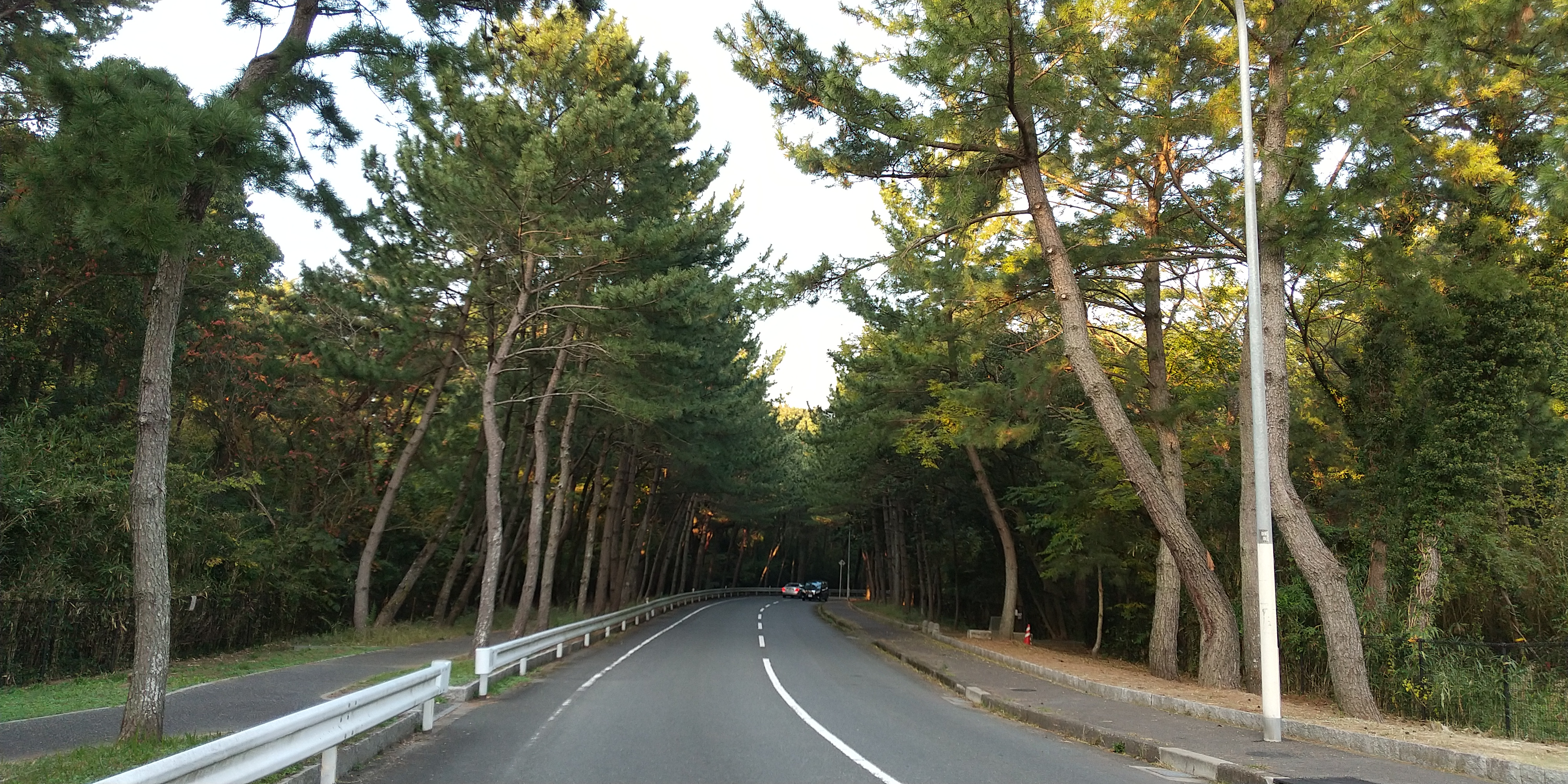
生の松原拾六町線、筑肥線の北側（生の松原一丁目）
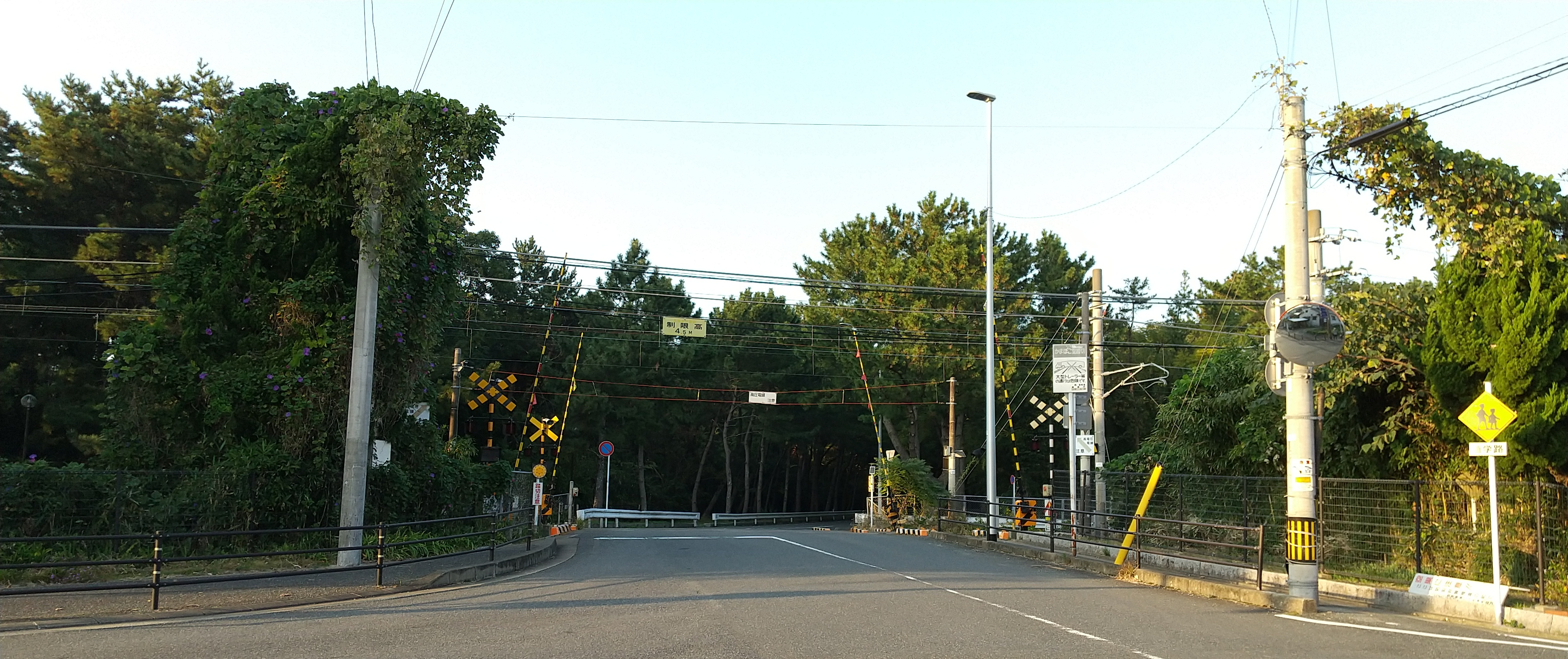
生の松原拾六町線、筑肥線生の松原踏切附近（生の松原一丁目）
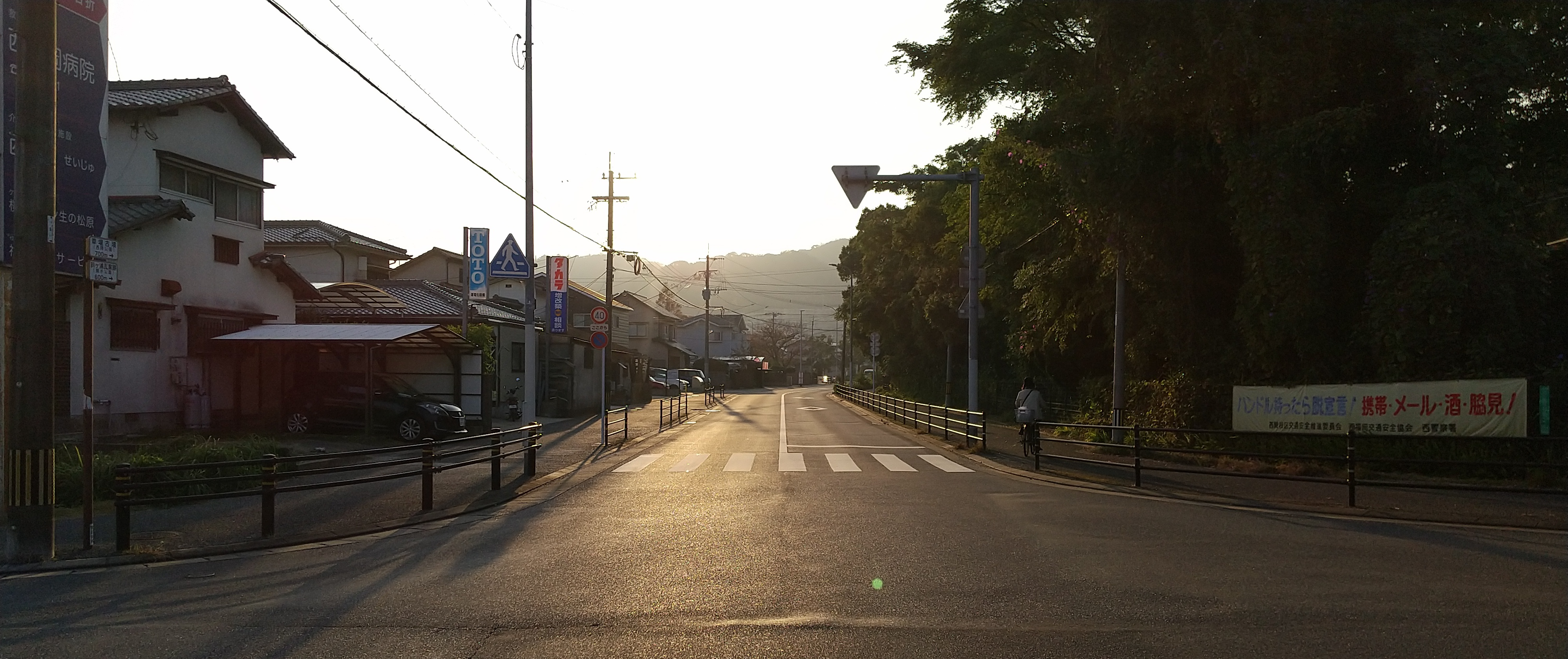
生の松原拾六町線、下山門拾六町1号線の西側（生の松原二丁目）

### 鉄道
鉄道については、九州旅客鉄道（JR九州）が運営する鉄道の筑肥線が町内のほぼ中央部に通っており、次の駅がある。
- 下山門駅[注釈 3]

### バス
バスについては、西日本鉄道株式会社が運営する通称「西鉄バス」が運行している。
- 生の松原
- 生の松原団地
- 生の松原団地入口
- 生の松原三丁目
- 小松原

かつては昭和バスも運行していたが、2006年（平成18年）に廃止された。

## 主な施設

### 公共・公益施設
- 生の松原海水浴場
- 生の松原海岸森林公園[注釈 4]
- 宇賀公園[注釈 5]
- 小松原公園[注釈 6]
- 下山門西公園[注釈 7]
- 生ノ松原公園[注釈 8]
- 生ノ松原緑地[注釈 9]
- 親水溜池（斜ヶ浦池）[注釈 10]

主な公共・公益施設の写真
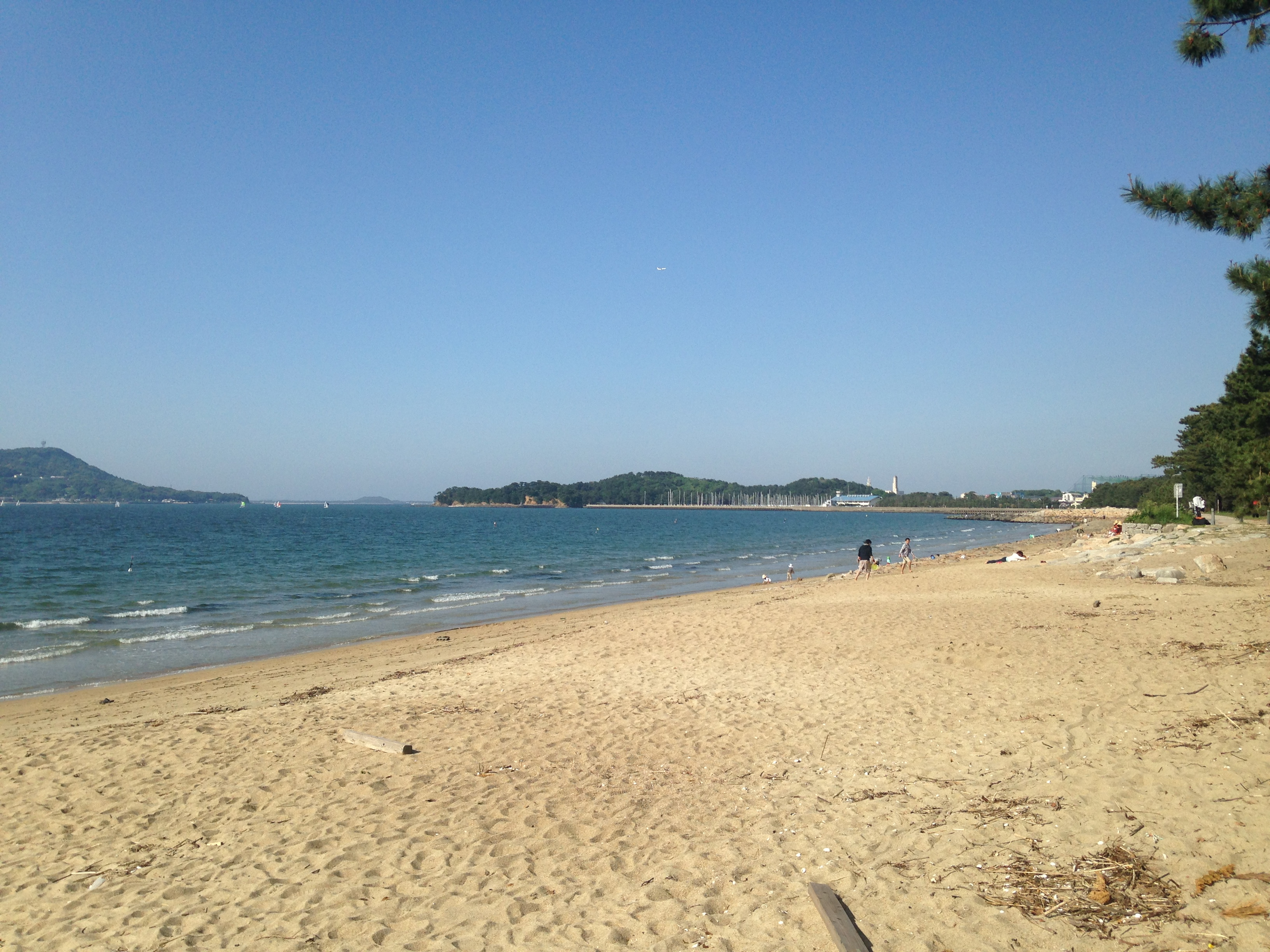
生の松原海水浴場
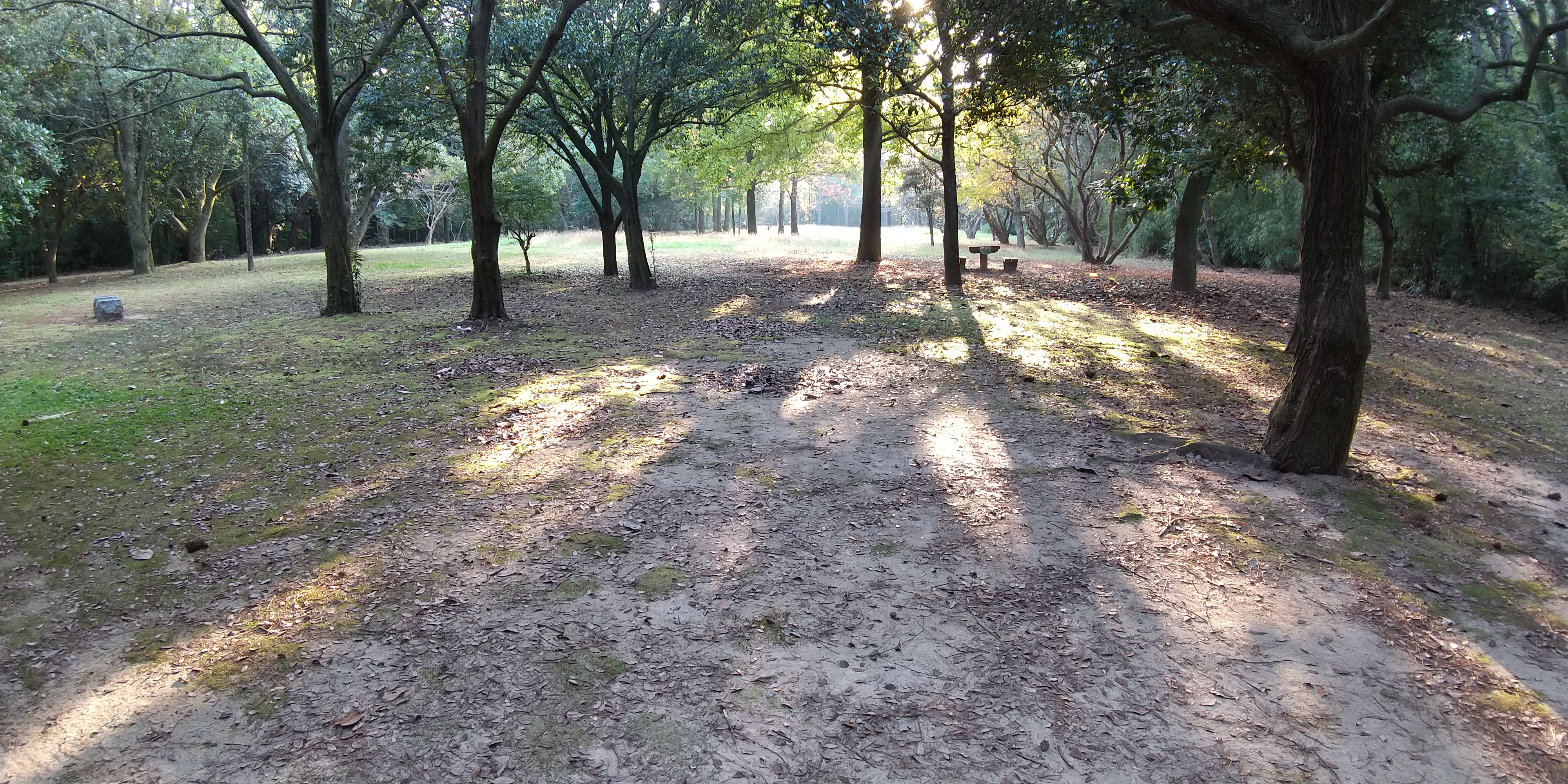
生の松原海岸森林公園、芝生広場（生の松原一丁目13番）
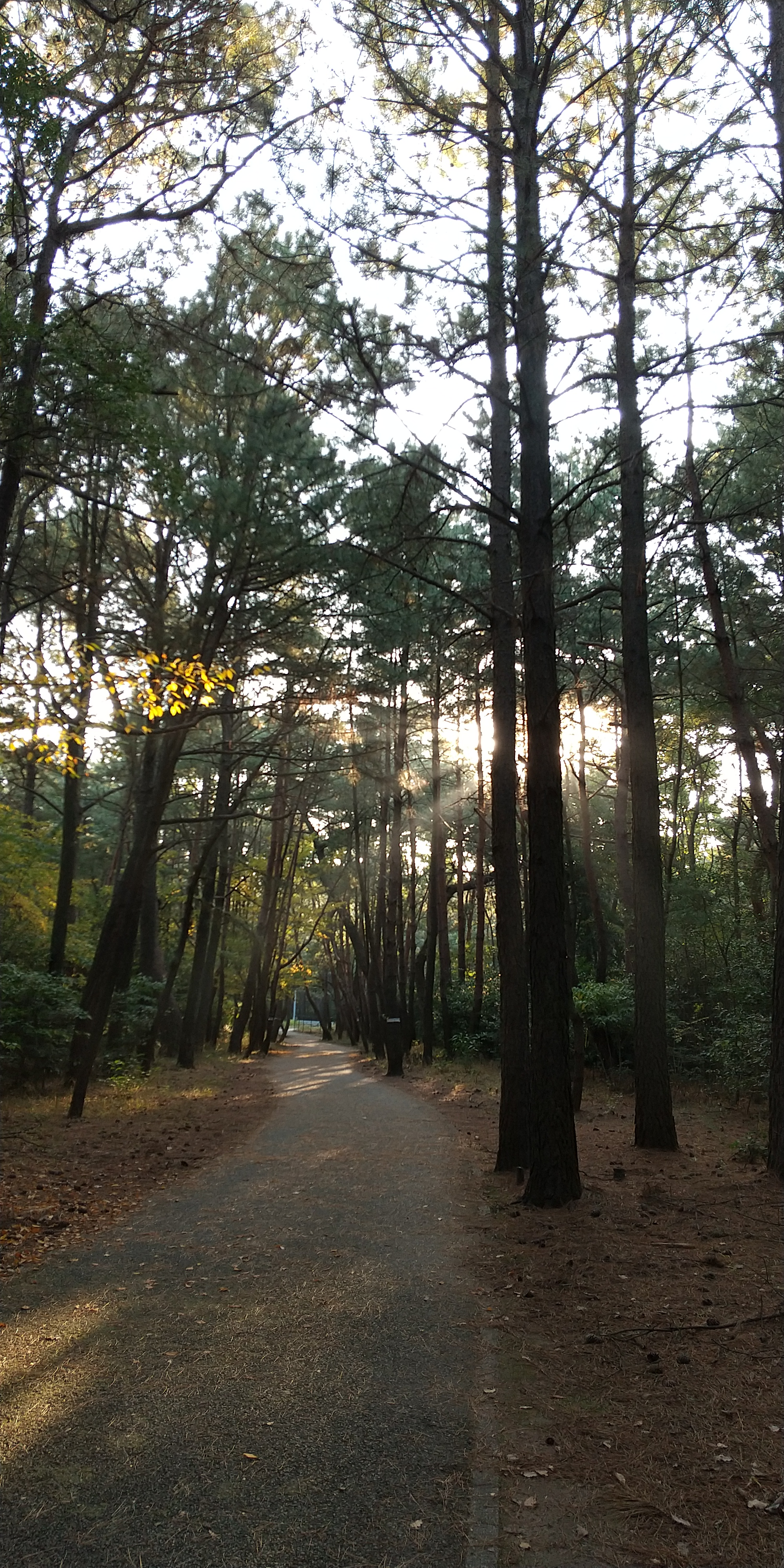
生の松原海岸森林公園、散策路（生の松原一丁目13番）
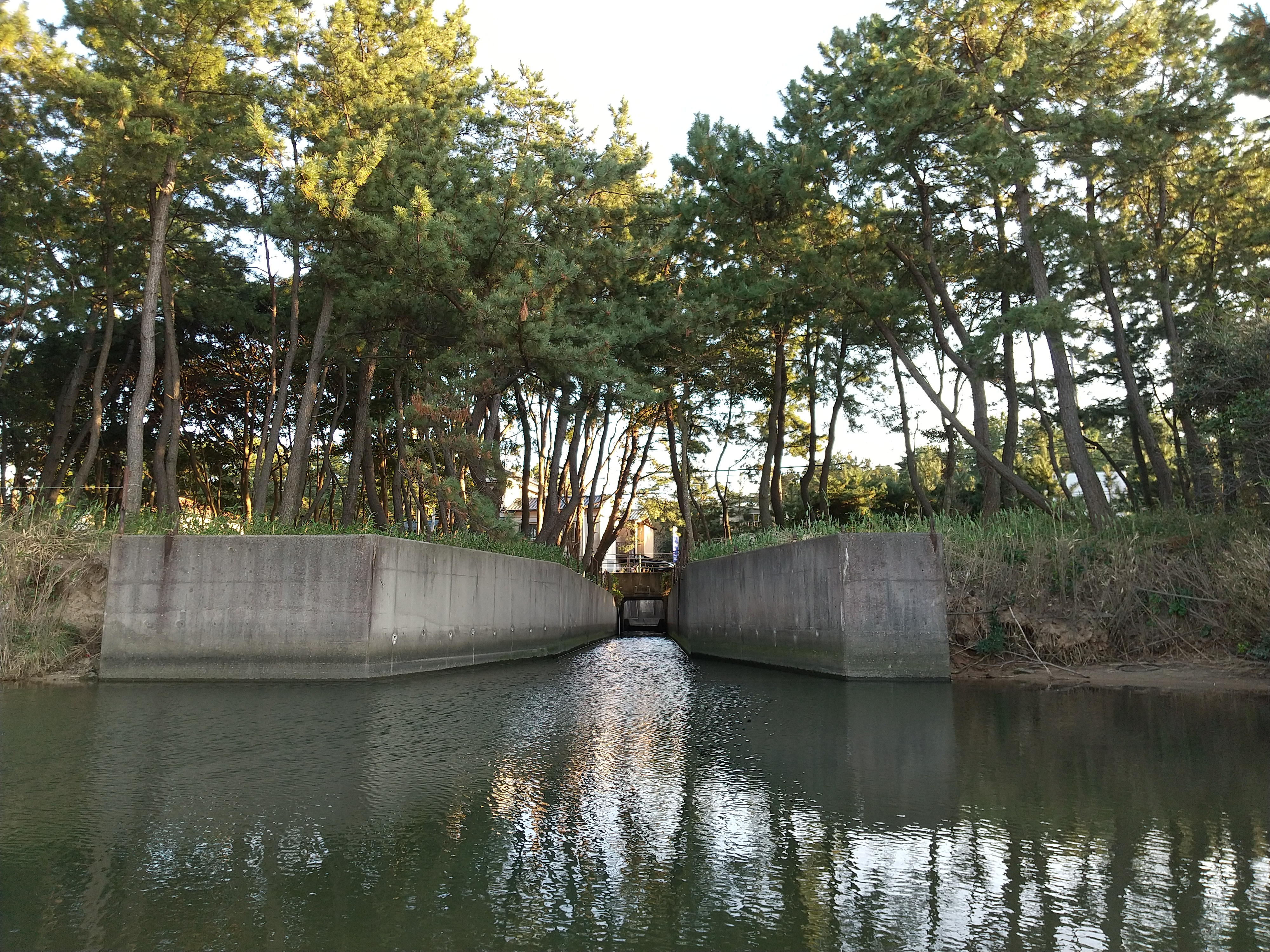
生の松原の水路（生の松原一丁目1244番1と1245番3の間）
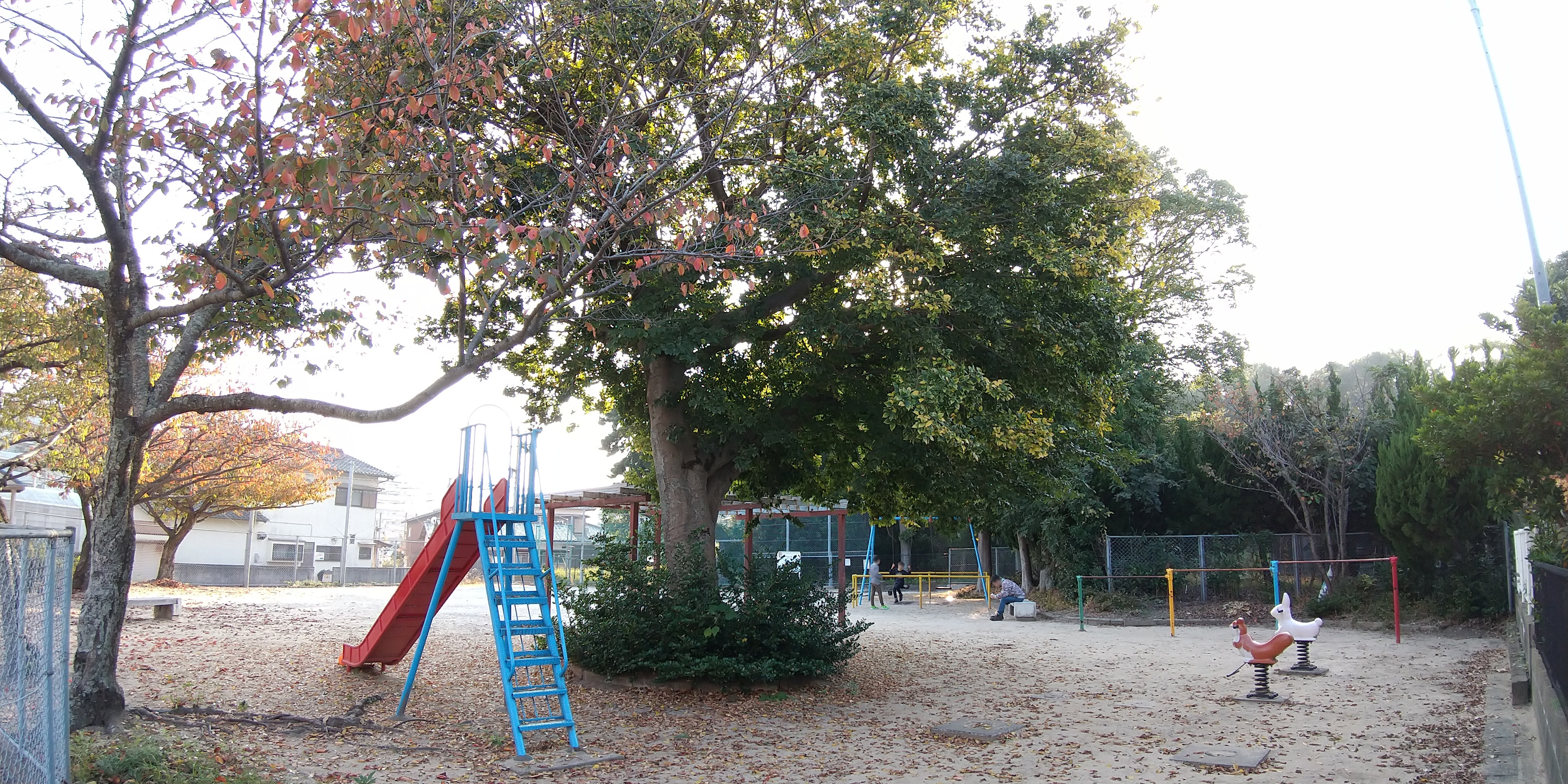
宇賀公園（福岡市西区生の松原一目7番）
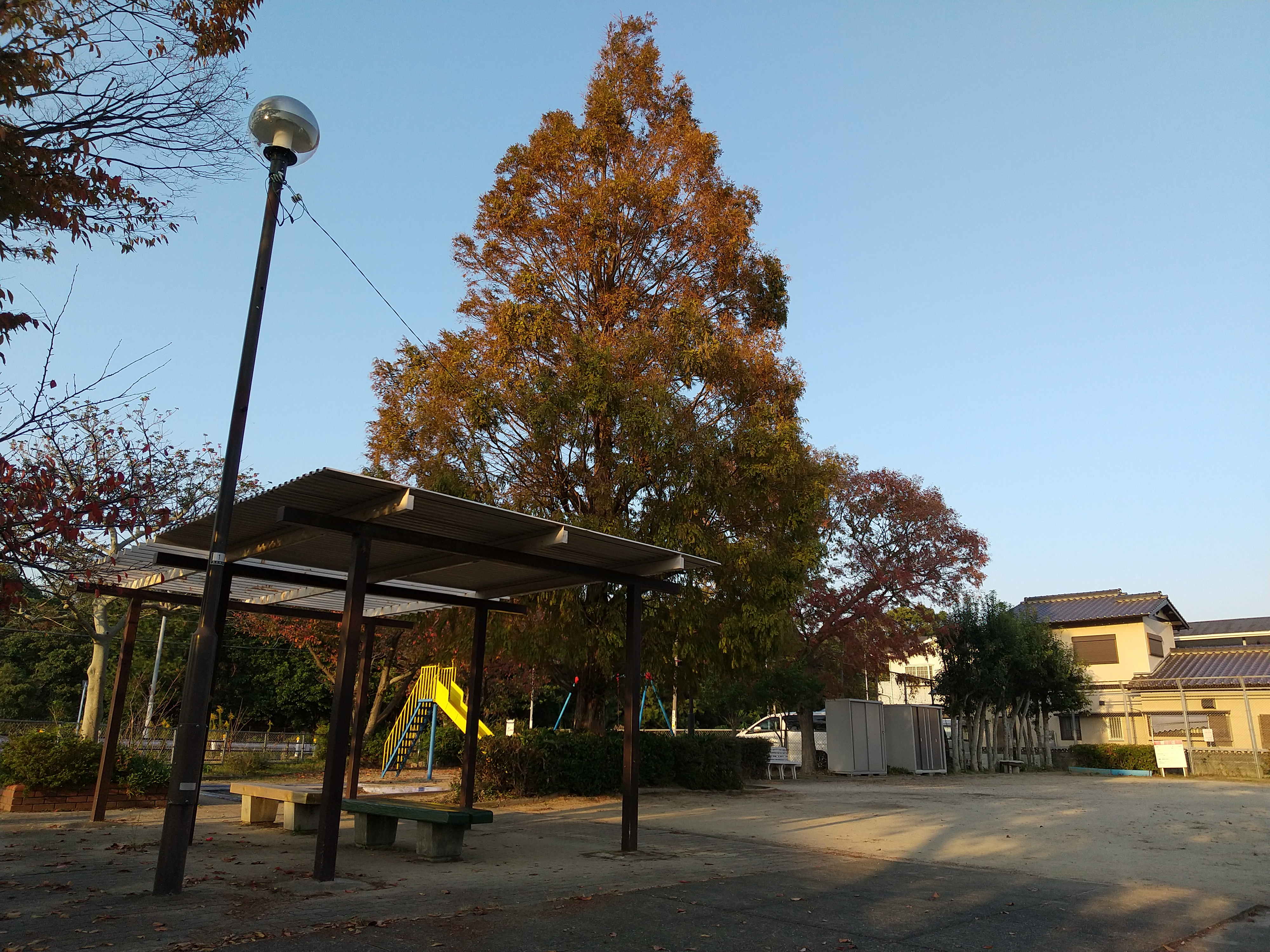
小松原公園（生の松原二丁目3番）
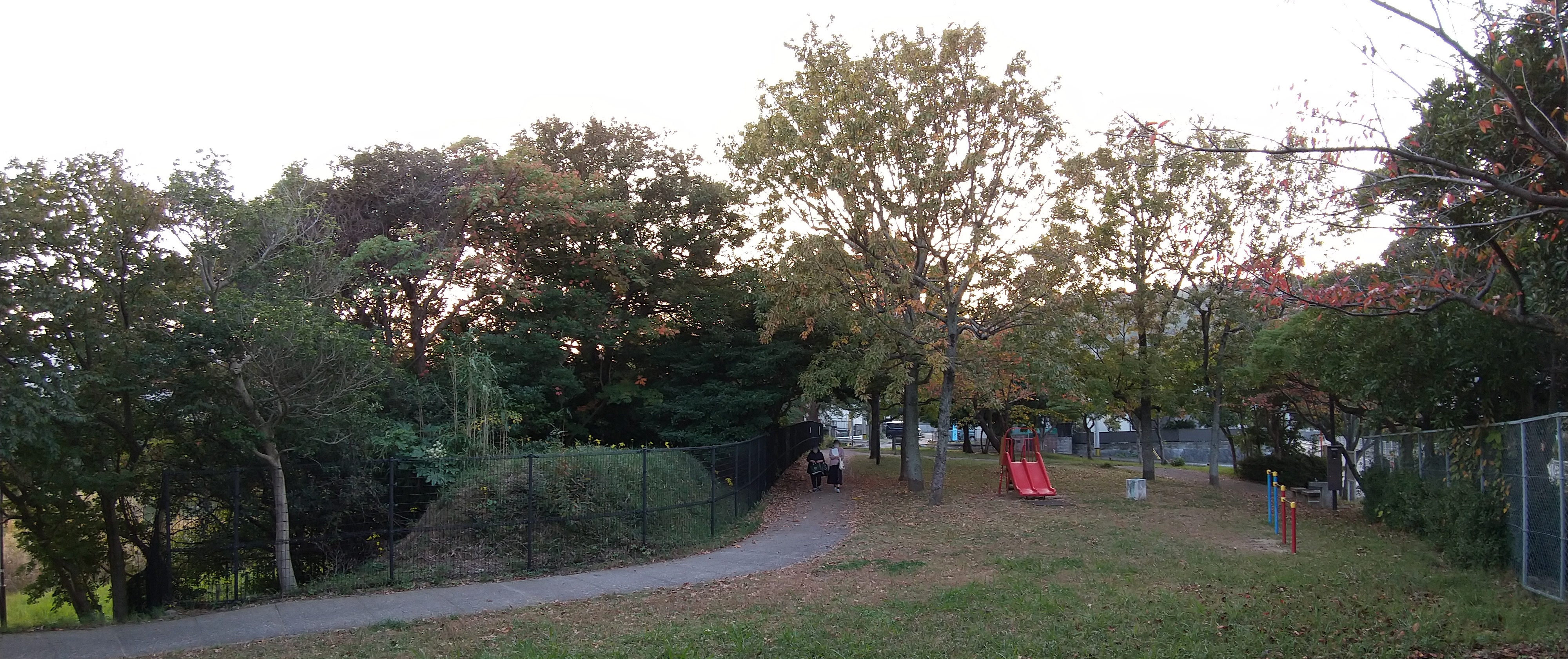
下山門西公園（生の松原四丁目2番）
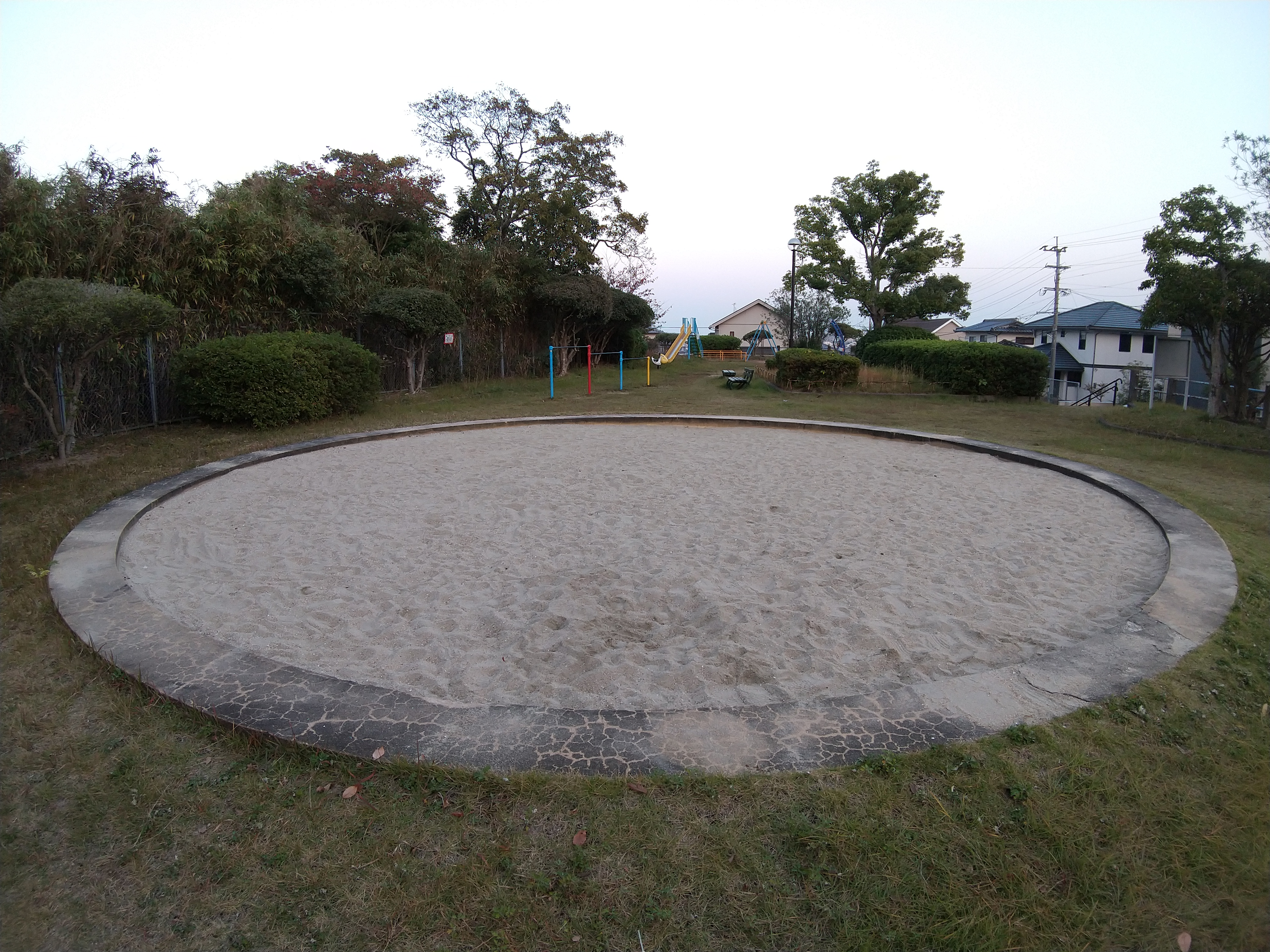
生ノ松原公園（生の松原四丁目24番）
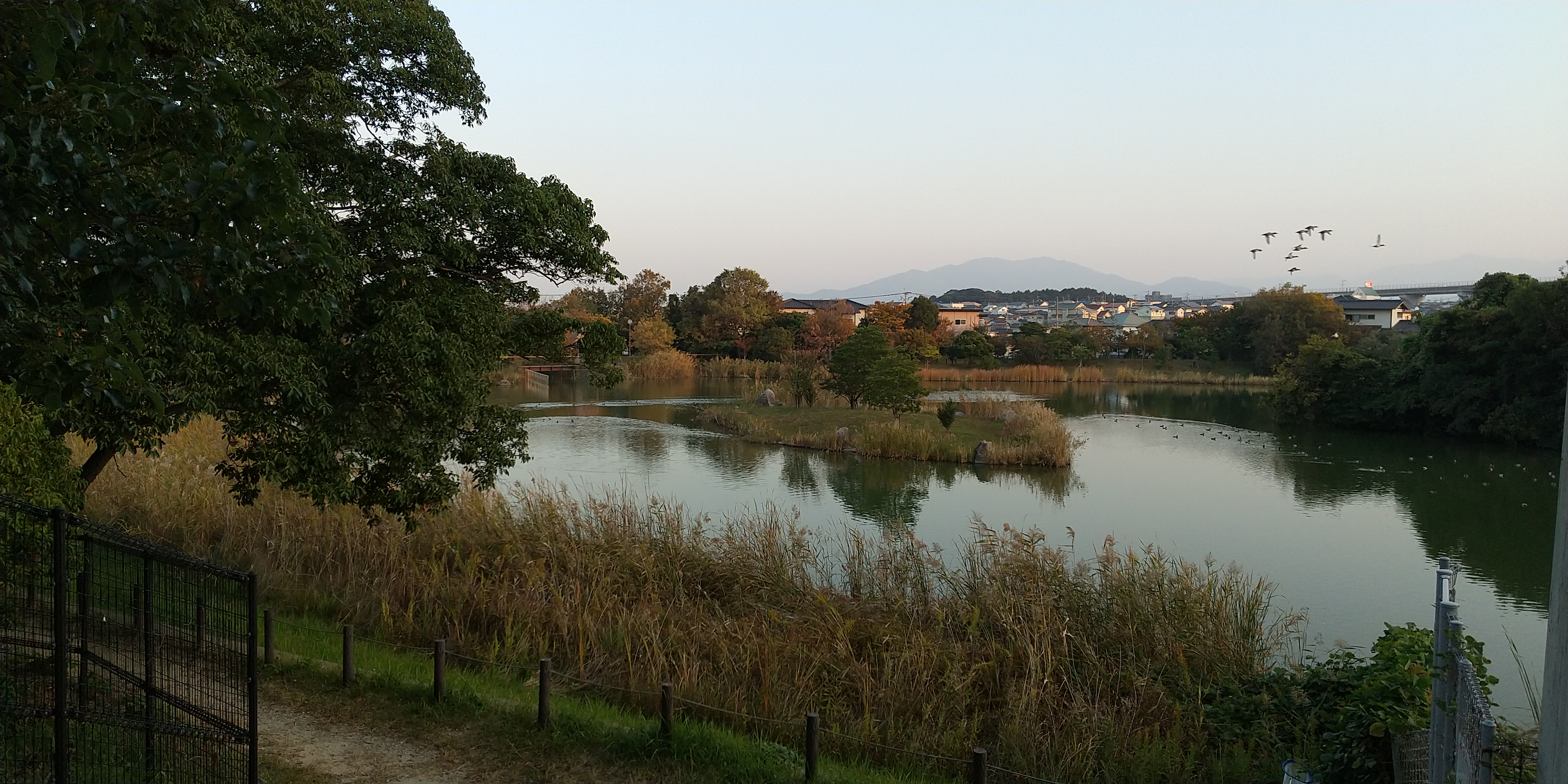
親水溜池（斜ヶ浦池、生の松原四丁目1番）
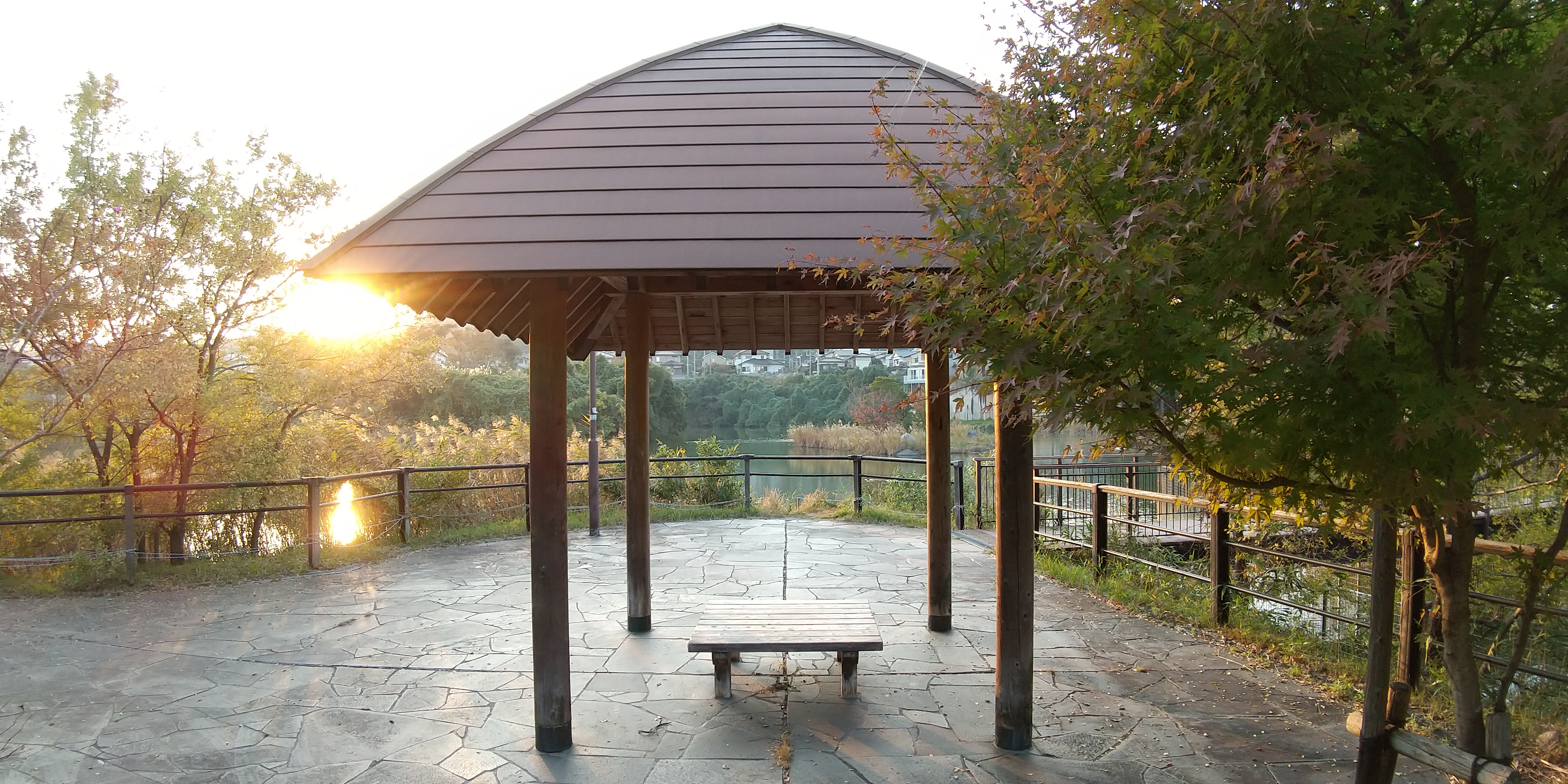
親水溜池（斜ヶ浦池）の東屋
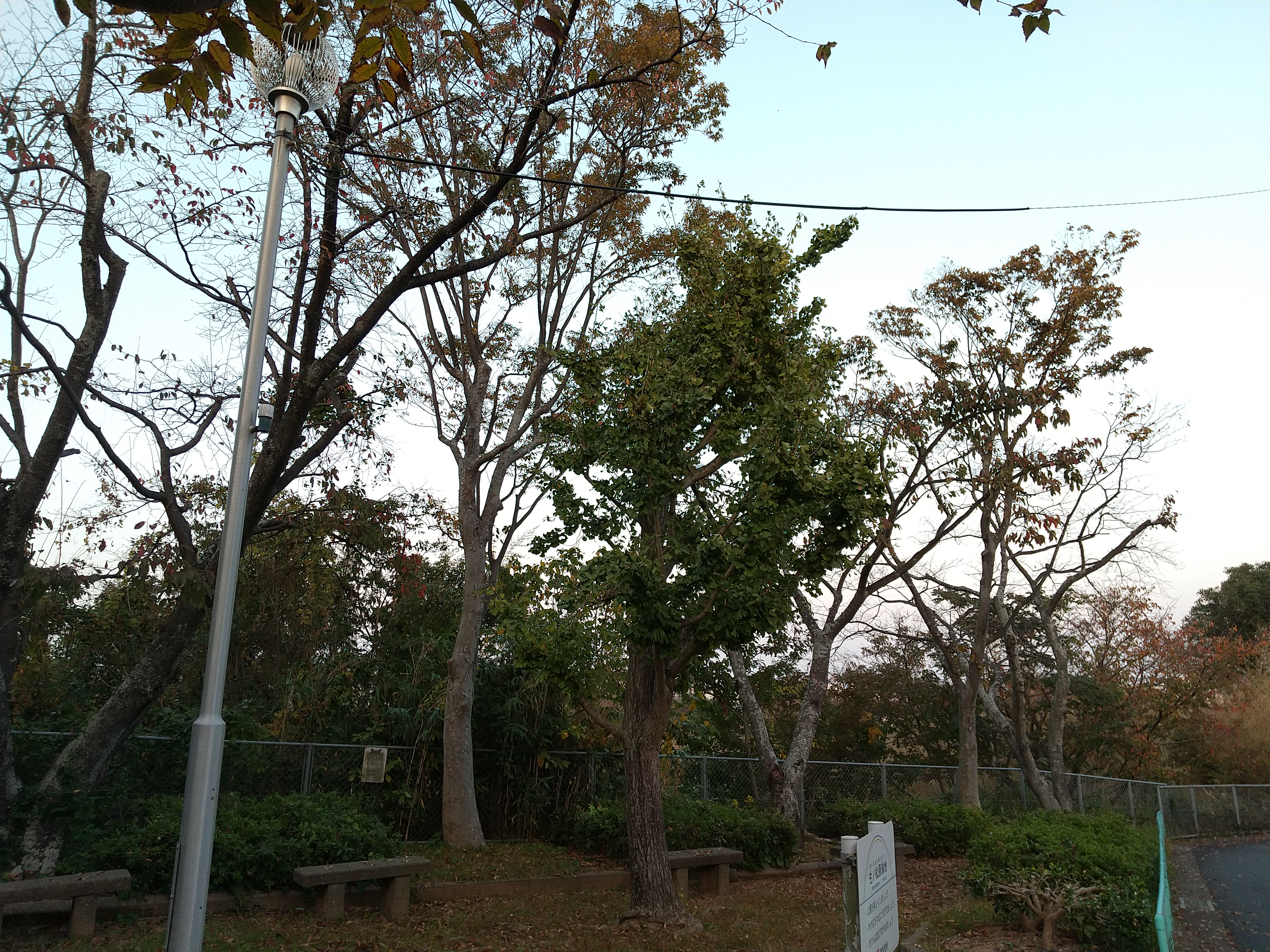
生ノ松原緑地（生の松原四丁目1番）

### 医療・福祉施設
- 福岡和仁会病院（わじんかいびょういん）[注釈 11]
- 西福岡病院（にしふくおかびょういん）[注釈 12]

主な医療・福祉施設の写真
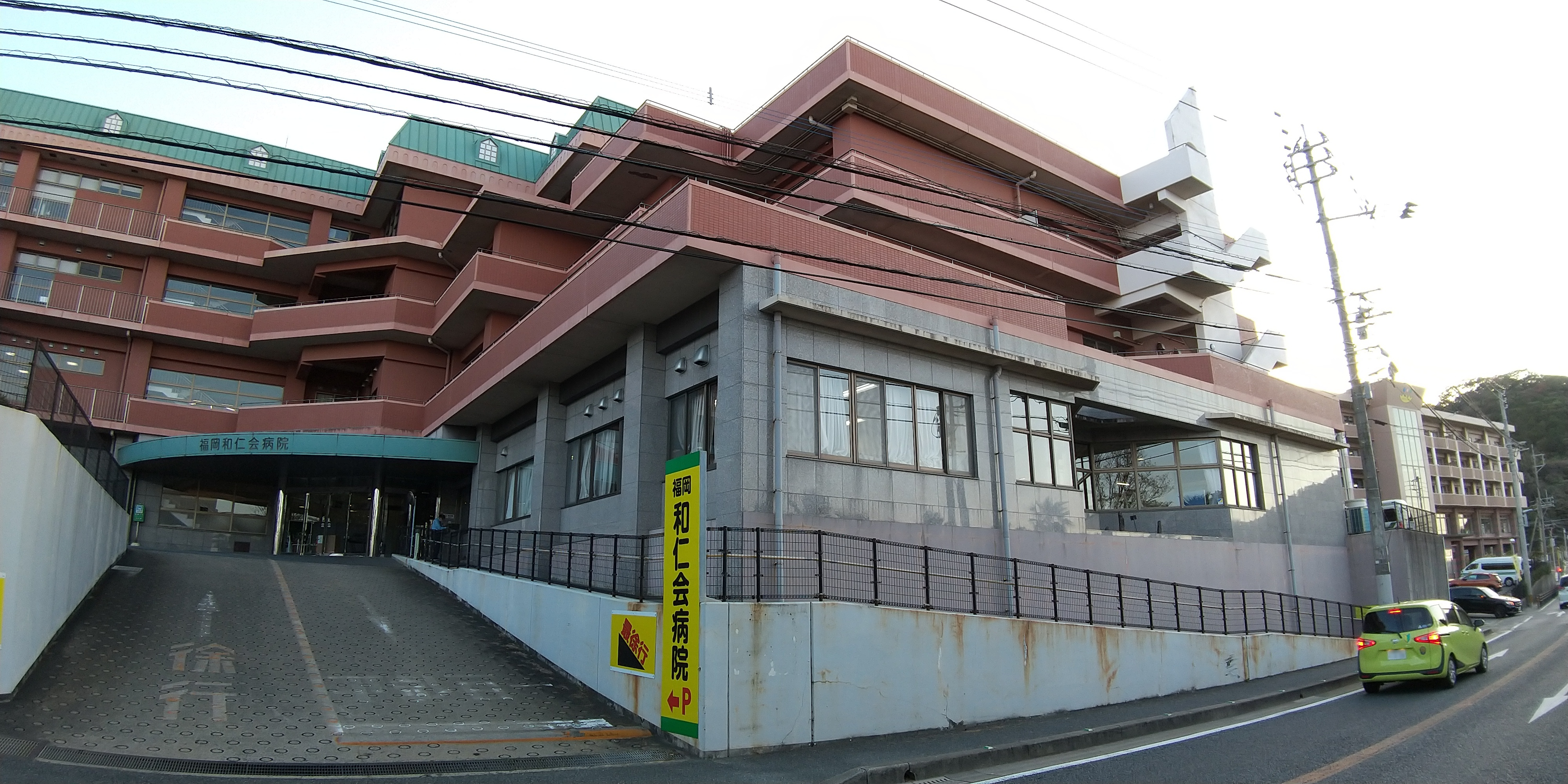
福岡和仁会病院

### 教育施設
- 福岡市立西陵小学校（生の松原1丁目24番～26番、2丁目～4丁目、1丁目の一部地区は福岡市立下山門小学校の校区）
- 福岡市立西陵中学校（生の松原1丁目24番～26番、2丁目～4丁目、1丁目の一部地区は福岡市立下山門中学校の校区）

### その他の施設
- 九州大学農学部附属福岡演習林早良実習場[16][注釈 13]

## 名所・旧跡
- 元寇防塁生の松原地区（げんこうぼうるいいきのまつばらちく）※遺跡の復元箇所は隣接する小戸五丁目1752番の2の一部にある。
- 生の松原
- 壱岐神社（いきじんじゃ）[注釈 14]
- 宇賀神社（うがじんじゃ）[注釈 15]
- 妙泉寺（みょうせんじ）[注釈 16]
- 斜ヶ浦瓦窯跡（ななめがうらがようし）[注釈 17]

主な名所・旧跡の写真
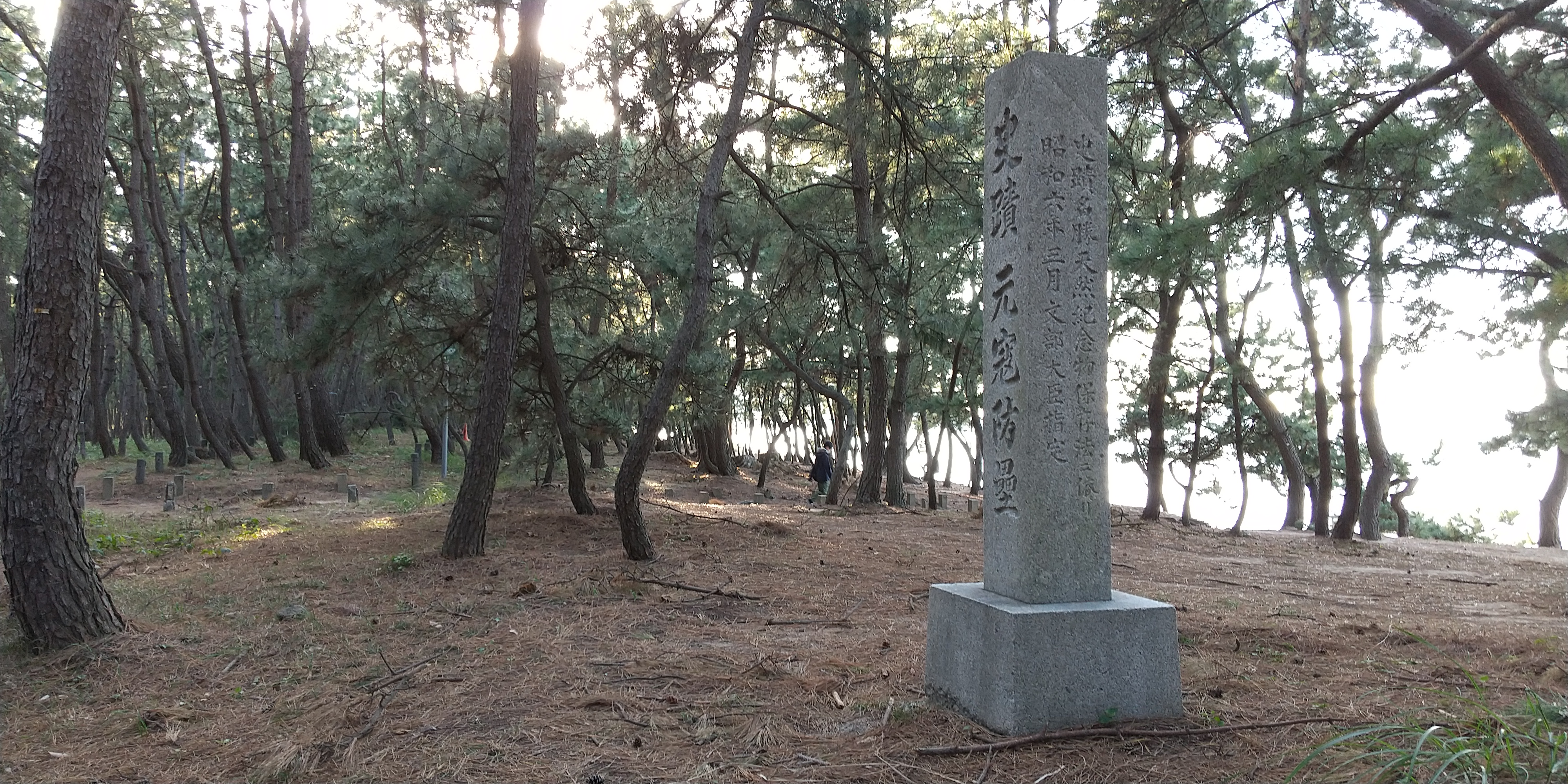
元寇防塁（生の松原地区）
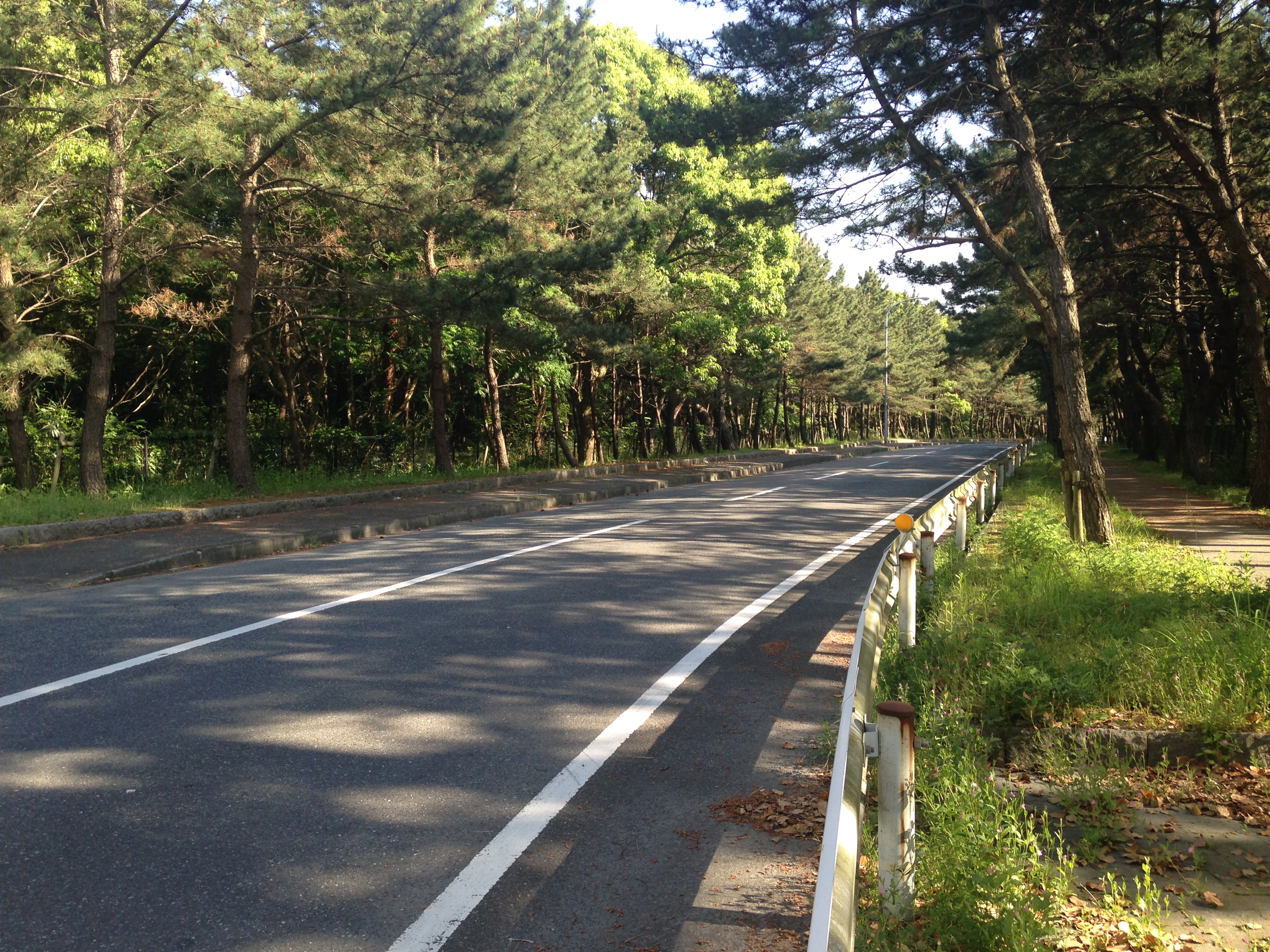
生の松原（道路）
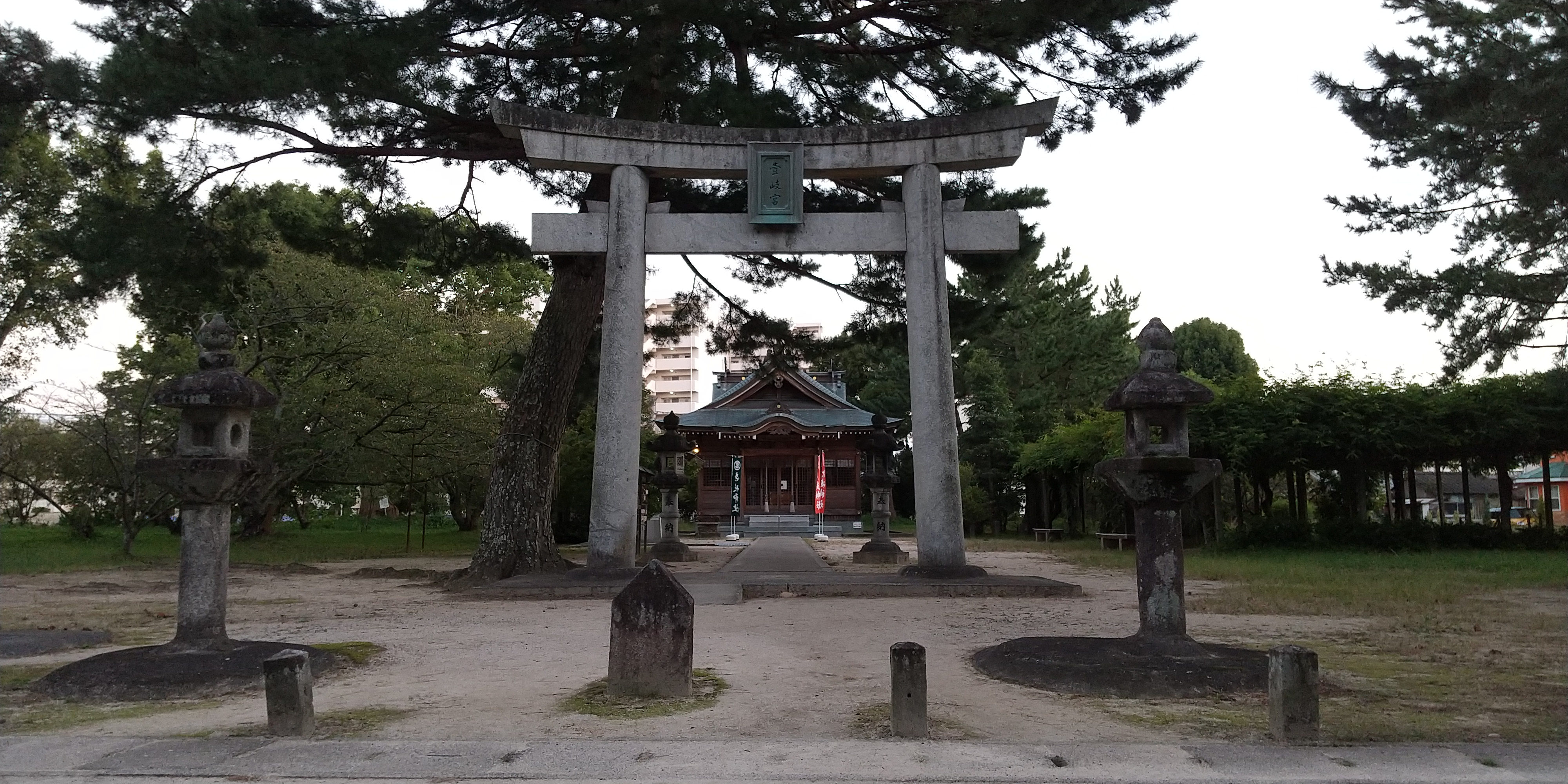
壱岐神社
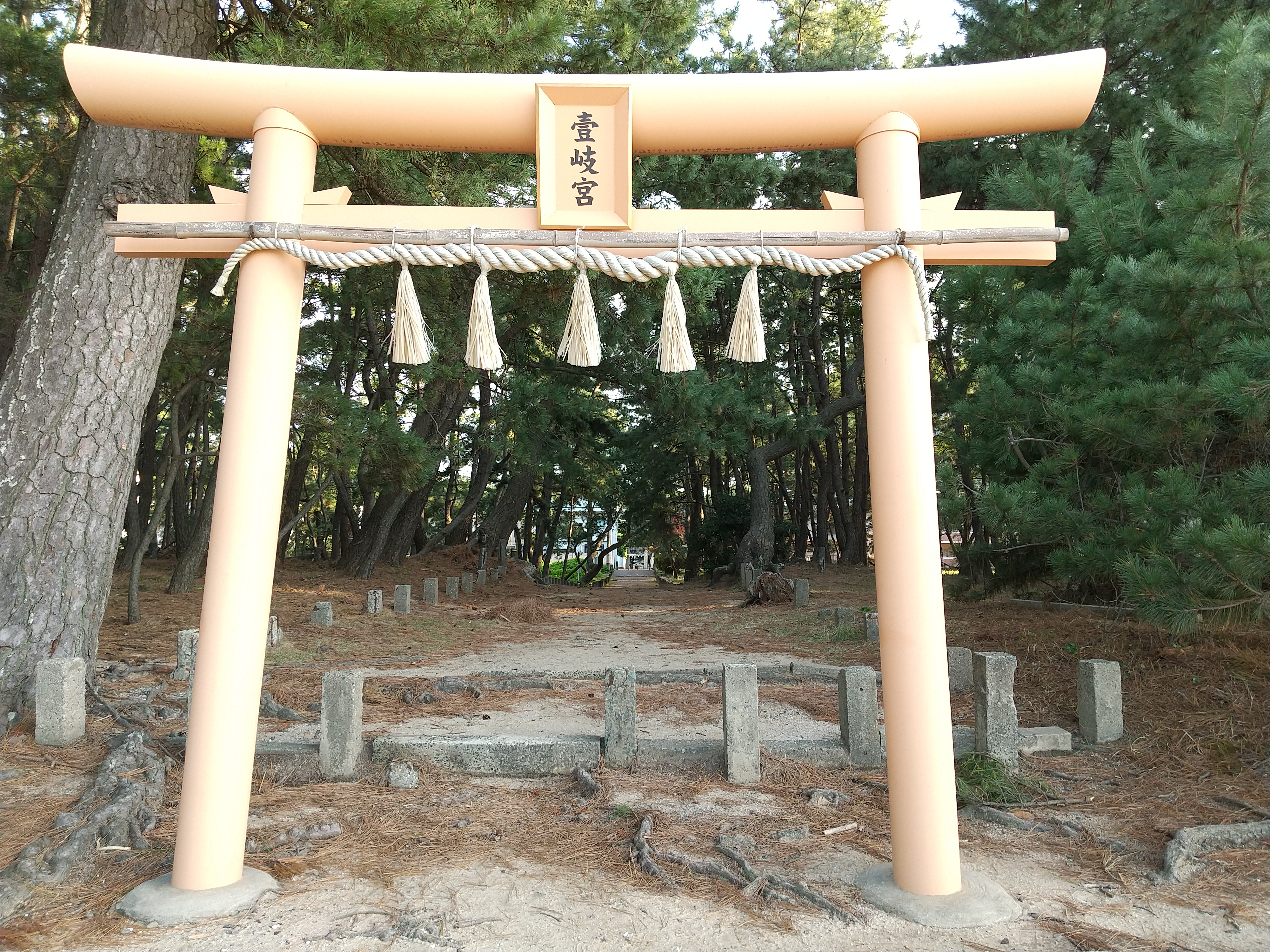
壱岐神社、一の鳥居
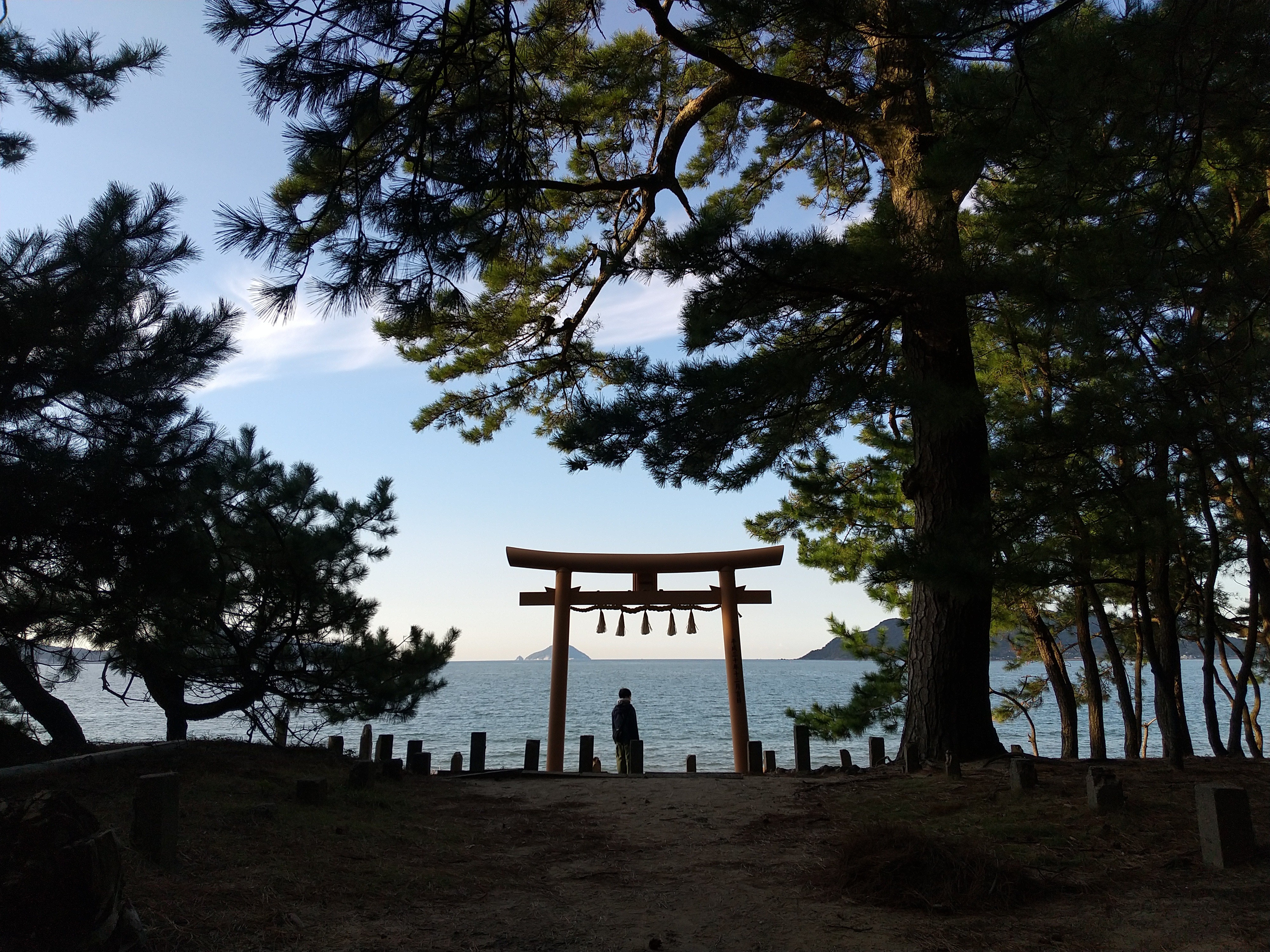
壱岐神社、一の鳥居と今津湾
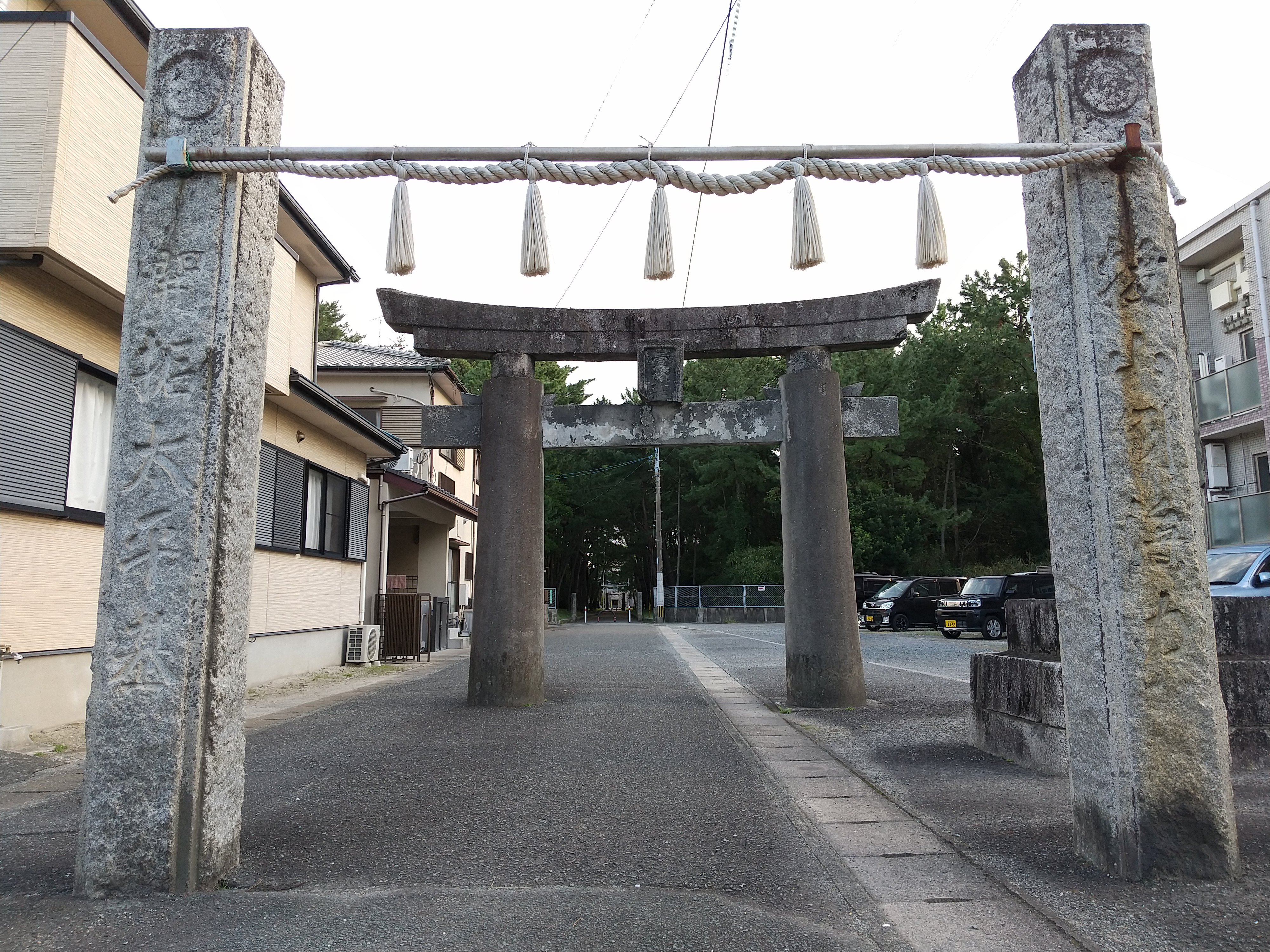
壱岐神社、二の鳥居
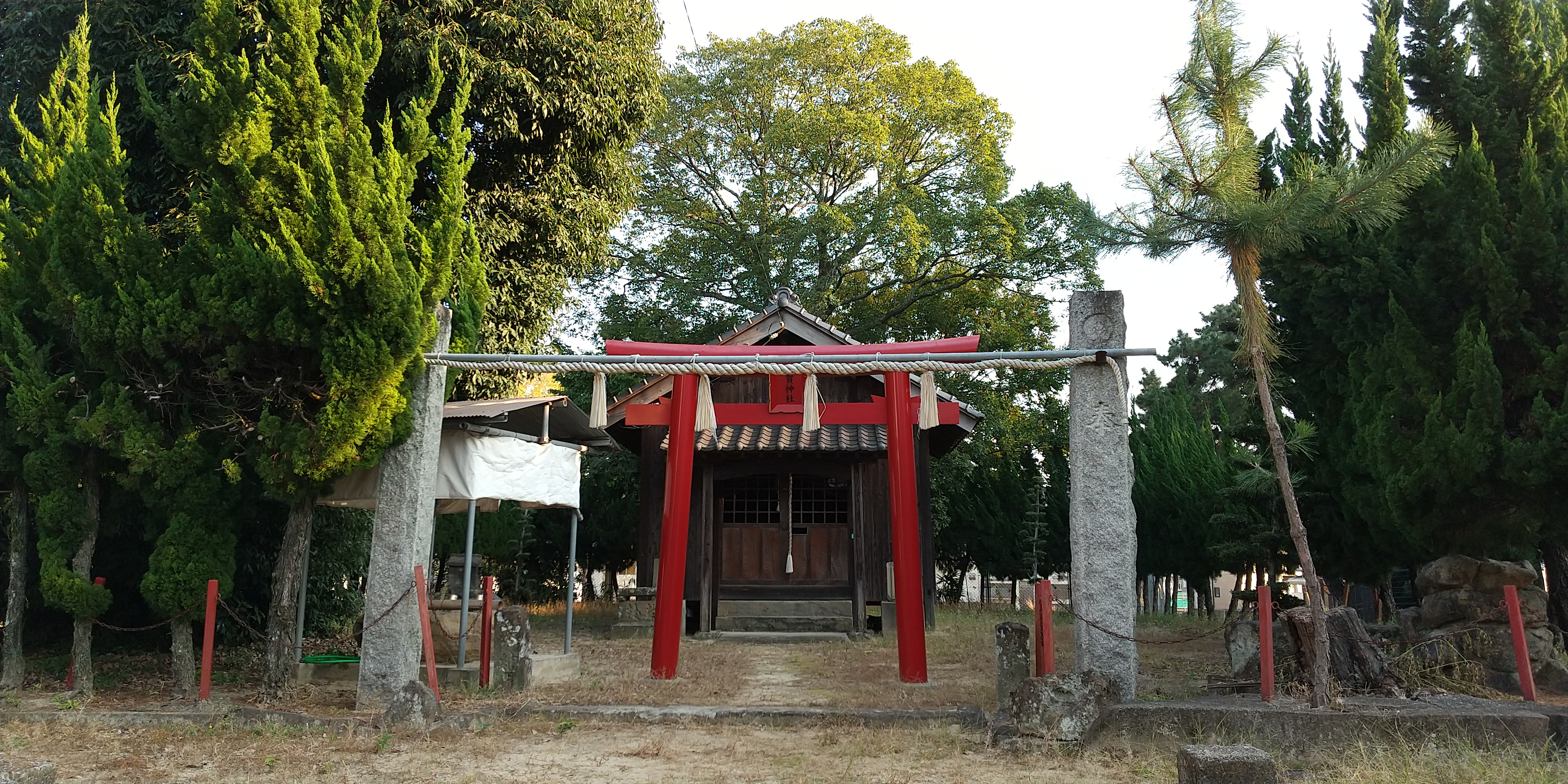
宇賀神社
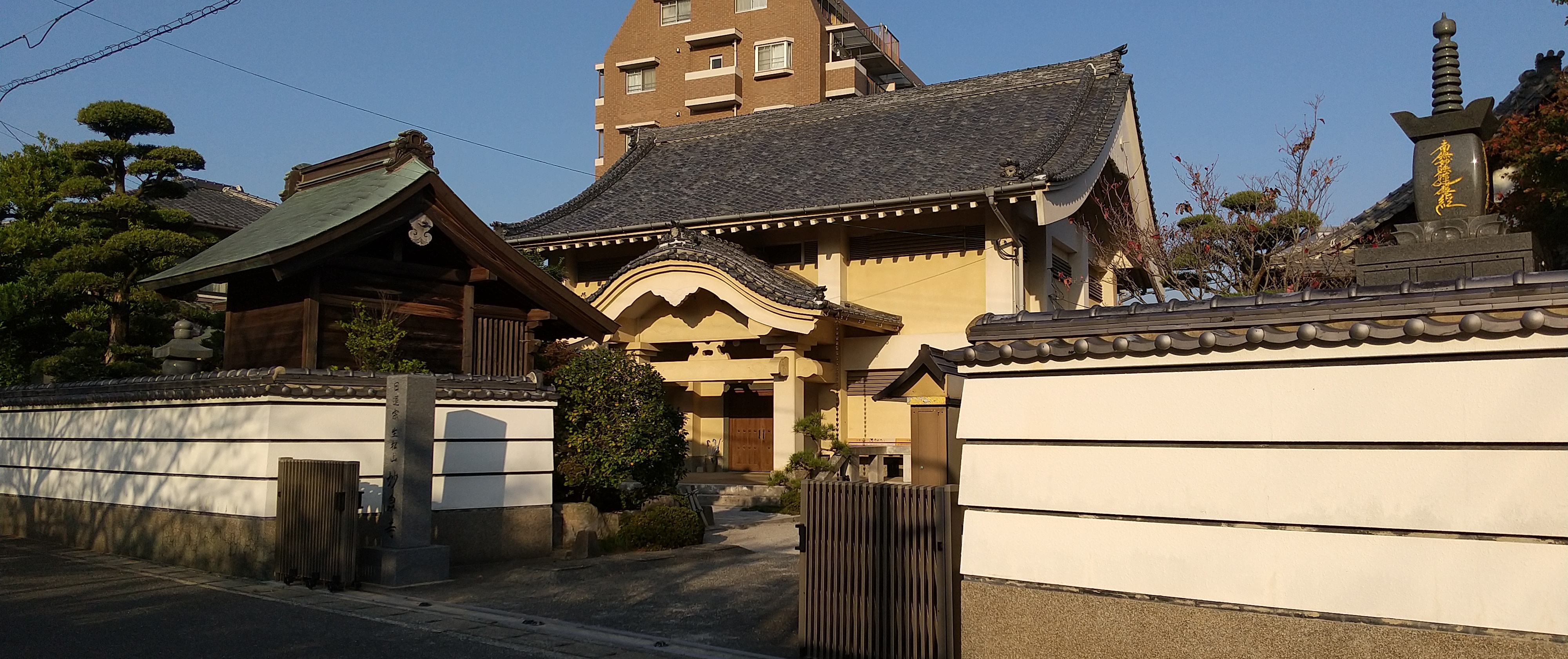
妙泉寺
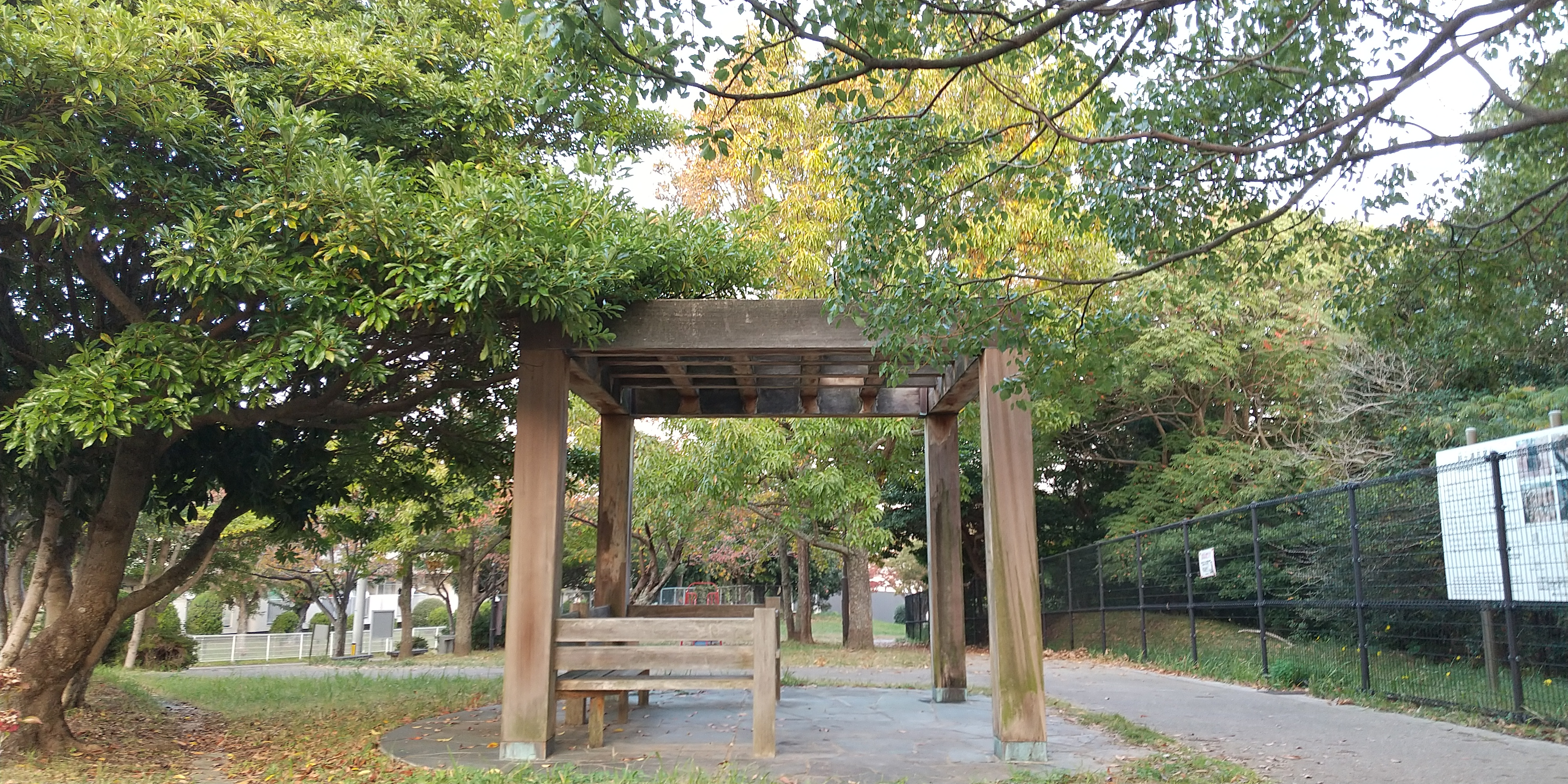
斜ヶ浦瓦窯跡（下山門西公園内）